# Berlim
Berlim (em alemão:  Berlin, AFI: [bɛʁˈliːn], ouvirⓘ) é a capital e um dos dezesseis estados da Alemanha. Com uma população de 3,5 milhões dentro de limites da cidade, é a maior cidade do país, e a sétima área urbana mais povoada da União Europeia. Situada no nordeste da Alemanha, é o centro da área metropolitana de Berlim-Brandemburgo, que inclui 5 milhões de pessoas de mais de 190 nações. Localizada na grande planície europeia, Berlim é influenciada por um clima temperado sazonal. Cerca de um terço da área da cidade é composta por florestas, parques, jardins, rios e lagos.
Documentada pela primeira vez no século XIII, Berlim foi sucessivamente a capital do Reino da Prússia (1701–1918), do Império Alemão (1871–1918), da República de Weimar (1919–1933) e do Terceiro Reich (1933–1945). Após a Segunda Guerra Mundial, a cidade foi dividida; Berlim Oriental se tornou a capital da Alemanha Oriental, enquanto Berlim Ocidental se tornou um exclave da Alemanha Ocidental, cercada pelo muro de Berlim, entre os anos de 1961–1989; a cidade de Bona tornou-se a capital da Alemanha Ocidental. Após a reunificação alemã em 1990, a cidade recuperou o seu estatuto como a capital da República Federal da Alemanha, sediando 147 embaixadas estrangeiras.
Berlim é uma cidade global e um dos mais influentes centros mundiais de cultura, política, mídia e ciência. Sua economia é baseada principalmente no setor de serviços, abrangendo uma variada gama de indústrias criativas, as corporações de mídia e locais de convenções. Berlim também serve como um hub continental para o transporte aéreo e ferroviário e é um destino turístico popular. As indústrias significativas incluem TI, farmacêutica, engenharia biomédica, biotecnologia, eletrônica, engenharia de tráfego e energia renovável.
A cidade serve como um importante centro do transporte continental e é a sede de algumas das mais importantes universidades, eventos esportivos, orquestras e museus. O rápido desenvolvimento da metrópole atraiu uma reputação internacional aos seus festivais, arquitetura contemporânea e vida noturna, sendo um grande centro turístico e moradia para pessoas de 180 nações diferentes.

## Etimologia
Todos os nomes de lugares alemães encerrados em –ow, –itz e –in, dos quais há muitos a leste do rio Elba, são de origem eslava (Germania Slavica). O nome Berlim tem as suas raízes na língua dos habitantes de eslavos que viviam na região da atual Berlim e pode estar relacionada ao tronco do antigo polábio berl-/birl- ("pântano").

## História
Pela primeira vez documentada no século XIII, Berlim foi sucessivamente a capital do Reino da Prússia (1701), do Império Alemão (1871–1918), da República de Weimar (1918–1933) e do Terceiro Reich (1933–1945). Depois da Segunda Guerra Mundial, a cidade foi dividida. Berlim Oriental se tornou a capital da República Democrática Alemã (RDA), enquanto Berlim Ocidental continuou sendo parte da República Federal da Alemanha (RFA). Com a reunificação alemã em 1990, a cidade passou a ser capital de toda a Alemanha.

### Primórdios
Na Antiguidade, a zona onde hoje se situa Berlim começou a ser habitada por diversas tribos que se estabeleceram nas margens dos rios Spree e Havel. No século VI, diversas tribos eslavas construíram fortificações nas actuais zonas suburbanas de Spandau e Köpenick. Por volta do século XI, Alberto, guerreiro saxão da Casa dos Ascânios, derrotou as tribos eslavas e tornou-se o primeiro marquês de Brandemburgo. Por essa altura, estabeleceram-se, nas margens do rio Spree, imigrantes de outras regiões, nomeadamente do vale do Reno e da Francónia.

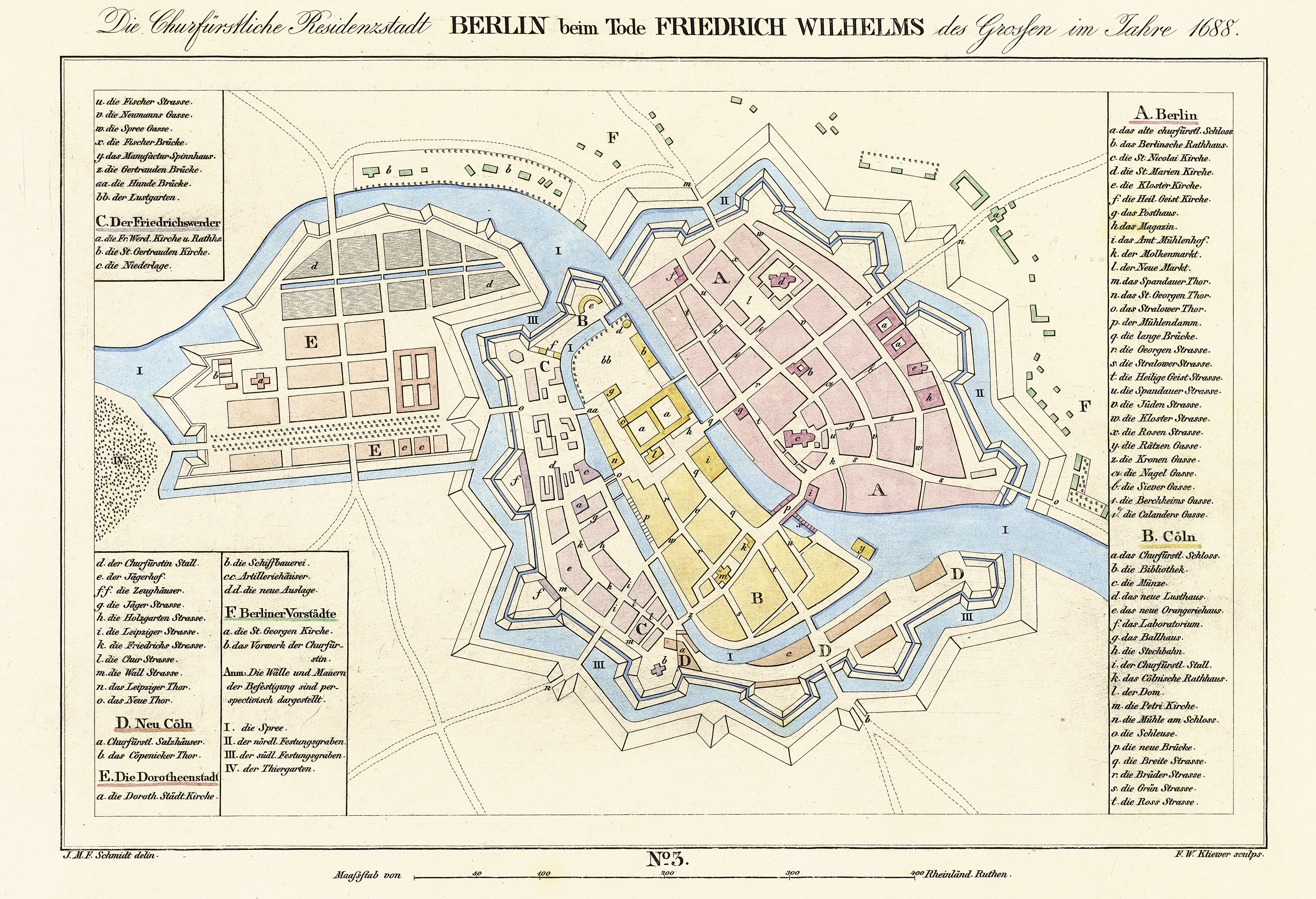
Berlim por volta de 1688 (Desenho de 1835)

O primeiro documento histórico berlinense remonta a 1237, aludindo às povoações de Cölln e Berlim, situadas em cada uma das margens do rio Spree, envolvendo o local onde hoje se situa Nikolaiviertel. As duas localidades aliaram-se em 1307, tendo constituído um município comum. Com a morte, em 1319, do último governante ascânio, Brandemburgo foi disputada pelas casas de Luxemburgo e Wittelsbach, o que originou lutas sangrentas. Em 1414, os habitantes de Berlim, cansados de tanto sofrimento, solicitaram o auxílio do imperador do Sacro Império Romano-Germânico, que lhes enviou, como protector, Frederico de Hohenzollern, dando origem a 500 anos de domínio da Casa de Hohenzollern. Em 1432, Cölln e Berlim consolidaram a aliança de 1307, tendo se unificado formalmente. Em 1486 tornou-se na sede do eleitorado de Brandemburgo.
Com a subida, em 1640, de Frederico Guilherme I de Brandemburgo ao trono de Brandemburgo, a cidade de Berlim desenvolveu-se enormemente, tanto em extensão como em quantidade de habitantes, atingindo, no final do século XVII, o número de 20 mil. Na segunda metade desse século, Berlim foi fortificada, abriu-se um canal ligando os rios Spree e Oder e foram plantadas tílias na Unter den Linden — hoje uma das mais importantes artérias da cidade, em cujo extremo poente se situa o mais conhecido monumento de Berlim: a Porta de Brandemburgo.

### Séculos XVIII a XIX

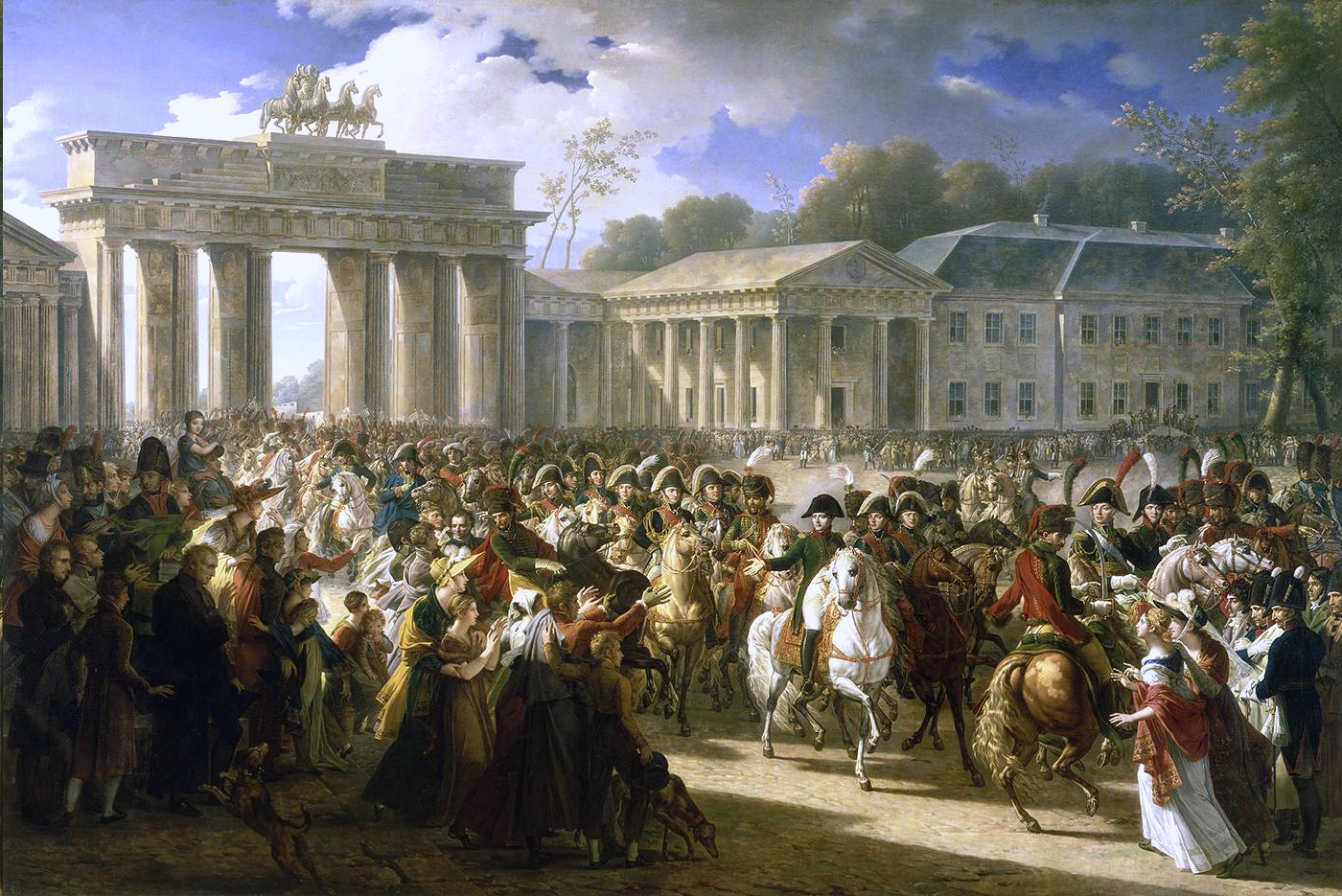
Napoleão entra em Berlim em 27 de outubro de 1806

No início do século XVIII, Frederico III de Hohenzollern, sucessor de Frederico Guilherme, transformou Brandemburgo num reino, tendo sido coroado como Frederico I da Prússia. Berlim passou, então, à categoria de capital prussiana, vendo nascer as Academias de Belas Artes e da Ciência. Edifícios imponentes surgiram por todos os lados, destacando-se a Zeughaus e o palácio de verão (Charlottenburg).
No tempo de Frederico Guilherme I, filho de Frederico I da Prússia, a população de Berlim alcançava os 90 000 habitantes. O rei seguinte, Frederico II, transformou-a numa cidade cultural. Quando da sua morte, nos finais do século XVIII, a população de Berlim atingia os 150 000 habitantes.
No início do século seguinte, Napoleão Bonaparte venceu os prussianos, ocupou Berlim e levou para Paris a Quadriga que encimava a Porta de Brandemburgo, orgulho da cidade. Com a derrota de Napoleão, a quadriga voltou a ser colocada no mesmo local, com grande júbilo da população. Iniciou-se, nesta época, a industrialização de Berlim: surgiu uma fábrica de locomotivas em 1837 e, no ano seguinte, foi inaugurada a linha ferroviária entre a capital e Potsdam. Berlim encheu-se de edifícios grandiosos concebidos, na maior parte, por Karl Friedrich Schinkel. Em 1850, Berlim já tinha 300 000 habitantes.
Otto von Bismarck, ao ser nomeado chanceler em 1861, encetou, a partir de 1864, uma política visando a posicionar a Prússia à cabeça de todos os estados de língua alemã em detrimento da Áustria. Para o efeito, a Prússia declarou, sucessivamente, guerra à Dinamarca, à Áustria e à França, assumindo o controle de Schleswig-Holstein, da Confederação da Alemanha do Norte (associação que englobava 22 estados e cidades livres) e das províncias da Alsácia e da Lorena.
Em 18 de janeiro de 1871, Bismark proclamou o Império Alemão, tendo por capital Berlim, e Guilherme da Prússia como imperador (cáiser). A abolição das barreiras comerciais e as indenizações pagas pela França permitiram um enorme desenvolvimento industrial, com o consequente aumento populacional da cidade de Berlim e uma melhoria significativa da infraestrutura urbana: novo sistema de esgotos (1876), iluminação eléctrica (1879) e instalação de telefones e da primeira linha férrea urbana (1881).

### Século XX
No início do século XX, a cidade atingia 1,9 milhão de habitantes, duplicando esse número volvidos 20 anos. A Primeira Guerra Mundial não teve um reflexo muito grande sobre a estrutura da cidade. Em 30 de janeiro de 1933, Adolf Hitler foi nomeado chanceler. Hitler desejava demolir e reconstruir Berlim, no projeto conhecido como Welthauptstadt Germania (Germânia, a capital do Mundo); o arquiteto proposto para esta nova cidade foi Albert Speer, porém o projeto nunca seria finalizado. Em 1939 com a invasão da Polônia, iniciou-se a Segunda Guerra Mundial que se estenderia até 1945, altura em que a Alemanha perdeu a contenda e Berlim foi invadida pelo Exército Vermelho. A partir de 1940, Berlim sofreu inúmeros bombardeios, especialmente no último ano da guerra, tendo a maioria dos edifícios ficado em ruínas.
Após o fim da guerra, as tropas americanas, britânicas, francesas e soviéticas, reunidas em Potsdam, dividiram a cidade em quatro setores. Berlim viu-se no centro da Guerra Fria e foi a protagonista de uma de suas maiores crises, conhecida como o Bloqueio de Berlim (24 de junho de 1948 — 11 de maio de 1949), desencadeada quando a União Soviética interrompeu o acesso ferroviário e rodoviário às zonas de ocupação americana, britânica e francesa. A crise arrefeceu ao ficar claro que a URSS não agiria para impedir a ponte aérea de alimentos e outros gêneros organizada e operada pelas três potências ocidentais (EUA, Reino Unido e França).

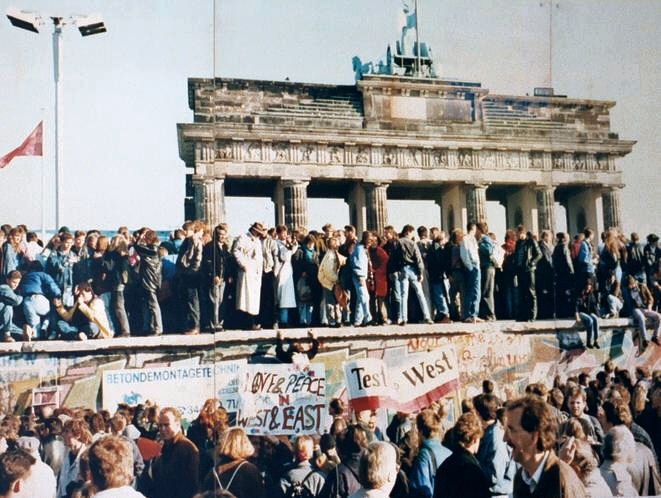
A queda do Muro de Berlim em 1989

Em 1949 nasceu, nos territórios controlados pelos soviéticos, a República Democrática Alemã, tendo por capital a zona oriental de Berlim. Os restantes setores de Berlim ficam, assim, a constituir um enclave dentro do território da RDA. Para evitar a fuga dos berlinenses para os setores ocidentais, o governo comunista construiu, em 1961, o muro de Berlim, com cerca de 150 km de extensão, envolvendo os restantes setores. Quem tentasse ultrapassá-lo era imediatamente morto.
A partir de 1989, as mudanças políticas que ocorreram na Europa Oriental levaram à queda do muro de Berlim e à abertura das fronteiras entre a RDA e o restante do território da Alemanha (RFA).
Em 1990, a Alemanha reunificou-se e Berlim voltou a ser a capital, depois de Bonn ter sido capital provisória da parte ocidental da Alemanha desde os finais da Segunda Guerra Mundial. De então para cá, a cidade tem vindo a sofrer uma completa transformação urbanística, com a reconstrução e reabilitação de edifícios históricos e a edificação de novos bairros voltados para o século XXI, aproveitando, especialmente, as zonas anteriormente ocupadas pelo Muro.

## Geografia

### Topografia

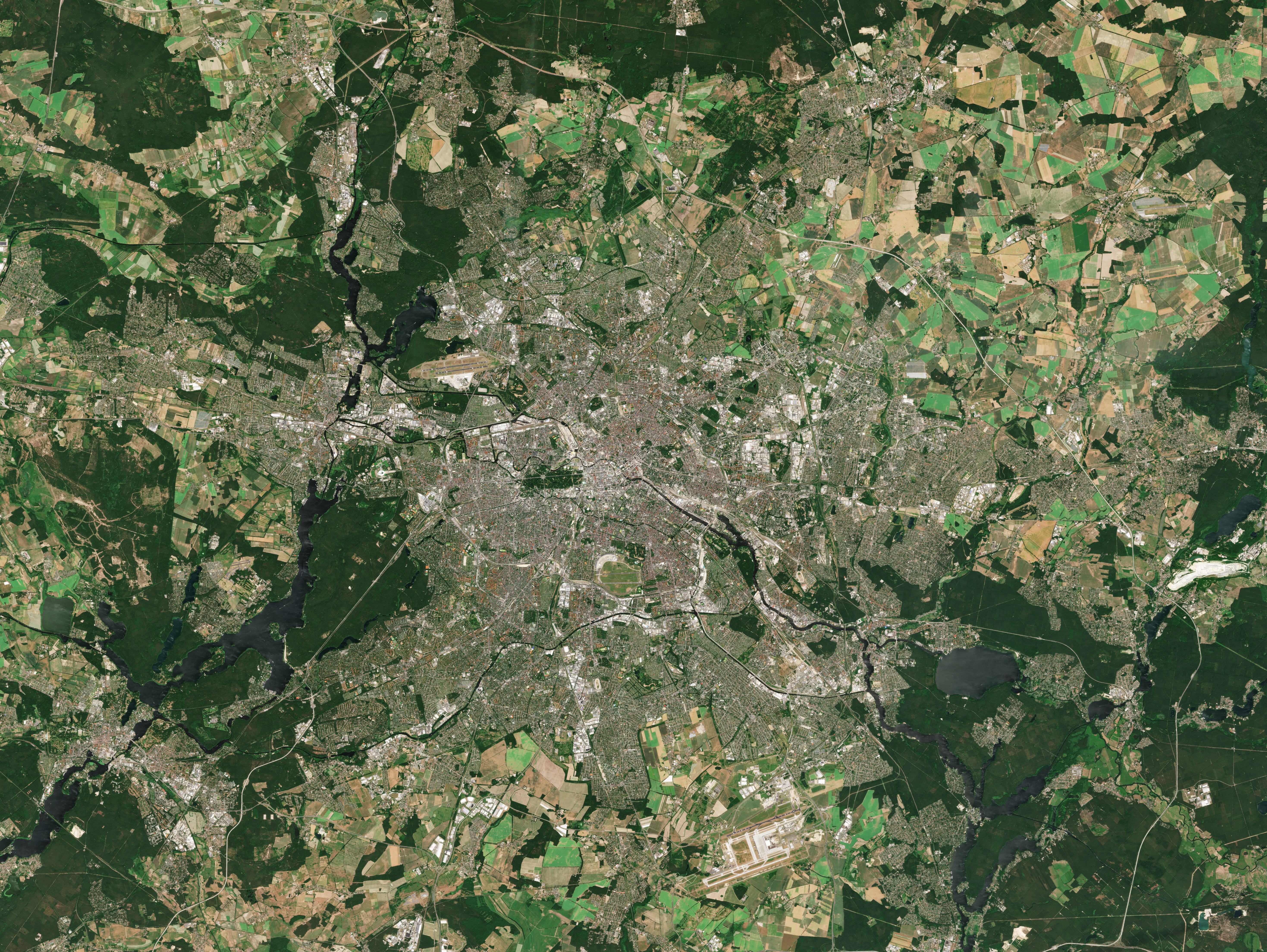
Imagem de satélite de Berlim

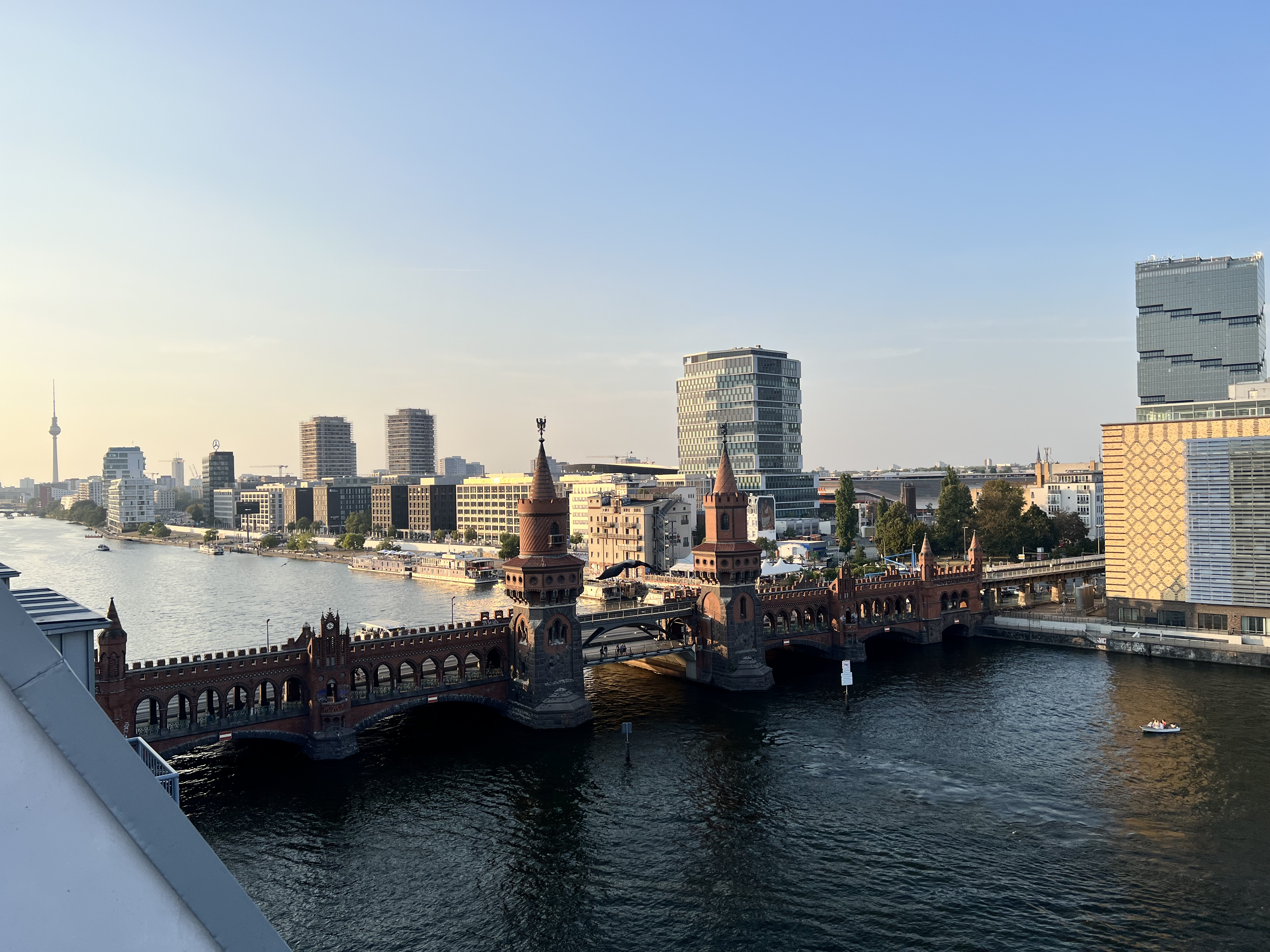
O rio Spree em Mitte com a Oberbaumbrücke

Berlim está situada no nordeste da Alemanha, em uma área de baixa altitude, de florestas pantanosas e com uma topografia plana, parte da vasta planície da Europa do Norte, que se estende por todo o caminho do norte da França à Rússia ocidental. O Berliner Urstromtal (um vale glacial da idade do gelo), entre o baixo Barnim Plateau ao norte e o Teltow Plateau, ao sul, foi formado por água de degelo que fluiu a partir de geleiras no final da última glaciação Weichselian. O rio Spree segue por este vale agora. Em Spandau, um bairro no oeste de Berlim, o Spree deságua no rio Havel, que corre de norte a sul por Berlim ocidental. O curso do Havel é mais como uma cadeia de lagos, sendo os maiores o Tegeler e o Wannsee. Uma série de lagos também alimenta o Spree superior, que flui através do Großer Müggelsee em Berlim oriental.
Partes substanciais da atual Berlim se estendem nas baixas planícies em ambos os lados do vale do rio Spree. Grande parte dos distritos de Reinickendorf e Pankow estão sobre o Barnim Plateau, enquanto a maioria dos bairros de Charlottenburg-Wilmersdorf, Steglitz-Zehlendorf, Tempelhof e Neukölln estão sobre a Teltow Plateau.
A cidade de Spandau encontra parcialmente dentro do Vale Glacial de Berlim e em parte na planície de Nauen, que se estende ao oeste de Berlim. Desde 2015, a maior elevação em Berlim encontra-se nas colinas Arkenberge em Pankow, com 122 m. Através do despejo de entulho de construção, elas superaram a Teufelsberg (120,1 m), uma colina feita de entulhos de ruínas da Segunda Guerra Mundial. A maior elevação natural é encontrada no Müggelberge, com 114,7 m, e a menor na Spektesee em Spandau, com 28,1 m (92 pés).

### Clima

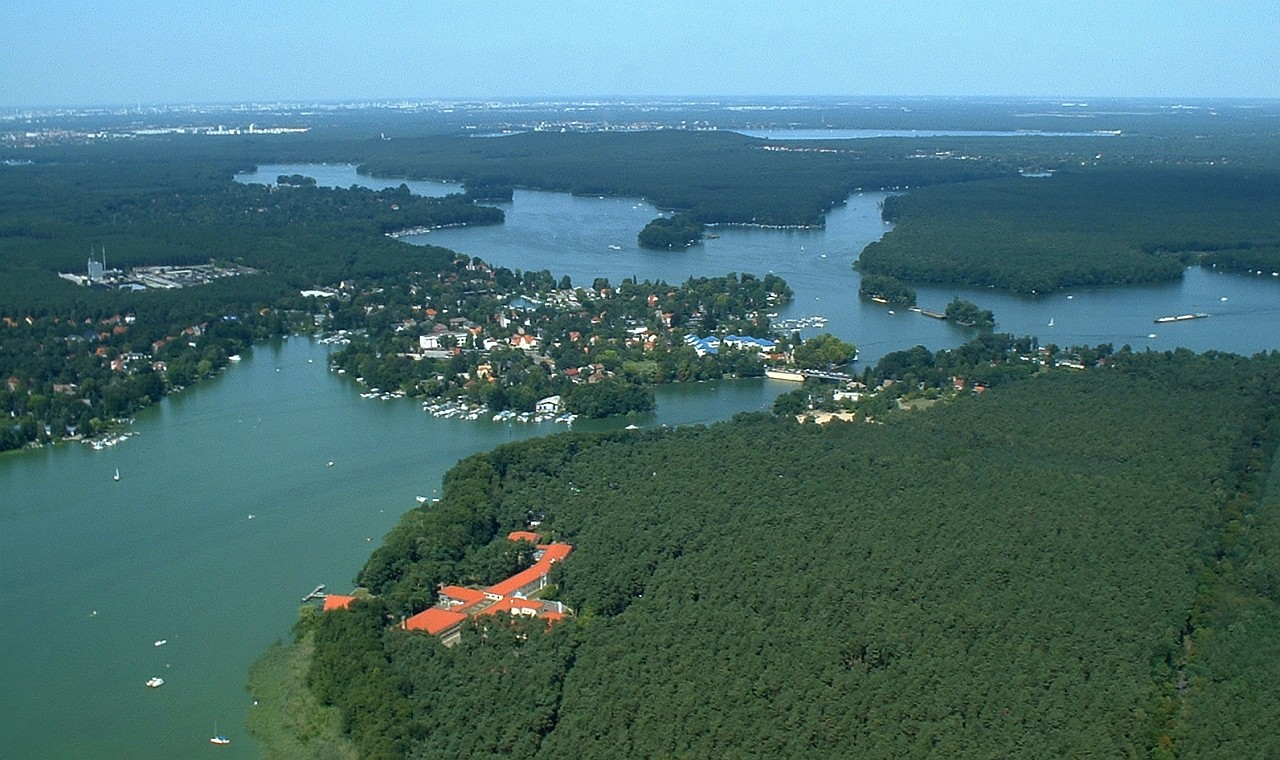
Os arredores de Berlim são cobertos de várias florestas e lagos

Berlim tem um clima temperado/mesotérmico (Cfb) segundo a Classificação do clima de Köppen. A temperatura anual média é de 9,4 °C (48,9 °F) e a precipitação anual média é de 578 mm.[carece de fontes?]
Os meses mais quentes são junho, julho e agosto, com temperaturas médias de 16,7 até 17,9 °C (62,1 até 64,2 °F). Os mais frios são dezembro, janeiro e fevereiro, com temperaturas médias de −0,4 até 1,2 °C (31,3 até 34,2 °F).
Com um clima nem tão húmido, mas nem tão seco, Berlim não tem grandes períodos de seca, nem períodos muitos chuvosos, e a quantidade de precipitação é quase igual em todas as estações do ano; apesar de o verão ser um pouco mais chuvoso, no inverno também chove em quantidade moderada. No final da primavera, também costuma chover em quantidade alta. Junho é o mês mais chuvoso da cidade, com aproximadamente 69 mm, enquanto o mês mais seco é fevereiro, com apenas 33 mm. Grande parte das chuvas de Berlim são fortes e trazem trovoadas.[carece de fontes?]
A área construída de Berlim criou um microclima com o calor armazenado pelos edifícios. Com isso as temperaturas podem ser 4 °C maiores na cidade do que nas áreas que a cercam. Apesar de as temperaturas serem mornas no verão, algumas massas de ar trazem temperaturas superiores a 30 °C, mas nem todo o ano isso acontece, e pode ser ao contrário, sendo massas de ar frio que fazem o verão parecer um inverno.[carece de fontes?]

## Demografia

Evolução populacional de Berlim entre 1880 e 2016

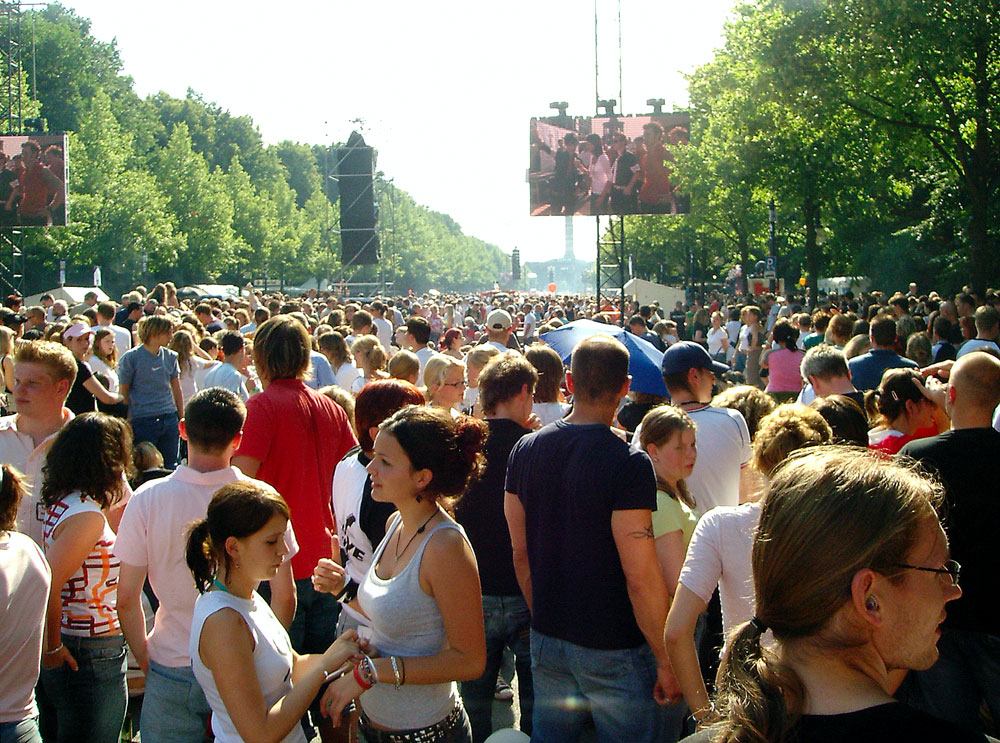
Berlinenses no Tiergarten

Em 2020, a cidade-estado de Berlim tinha uma população de 3 664 088 habitantes registrados em uma área de 891,85 km². A densidade populacional da cidade era de 4 048 hab.km². Berlim é a segunda cidade mais populosa na União Europeia (UE). A área urbana de Berlim compreendia cerca de 4,1 milhões de pessoas em 2014, em uma área de 1 347 km², tornando-se a sétima área urbana mais populosa na UE. A aglomeração urbana da metrópole era o lar de cerca de 4,5 milhões em uma área de 5 370 km². Toda a região Berlim-Brandemburgo tem uma população de mais de 6 milhões em uma área de 30 370 km².
A migração nacional e internacional para a cidade tem uma longa história. Em 1685, na sequência da revogação do Édito de Nantes, na França, a cidade respondeu com o Édito de Potsdam, que garantiu a liberdade religiosa e isenção de impostos aos refugiados huguenotes franceses por dez anos. A Lei Maior de Berlim, de 1920, incorporou muitos subúrbios e cidades circunvizinhas da capital alemã. Ela formou a maioria do território que compreende a moderna Berlim e aumentou a população de 1,9 milhão para 4 milhões.
A imigração ativa e políticas de asilos em Berlim Ocidental desencadearam ondas de imigração nos anos 1960 e 1970. Atualmente, Berlim é o lar de cerca de 200 000 turcos, tornando-se a maior comunidade turca fora da Turquia. Na década de 1990, o Aussiedlergesetze habilitou a imigração para a Alemanha de alguns moradores da antiga União Soviética. Hoje, alemães étnicos de países da antiga URSS constituem a maior parte da comunidade de língua russa. A última década experimentou um influxo de vários países ocidentais e algumas regiões da África. Jovens alemães, do restante da Europa e israelenses também se instalaram na cidade.

### Religião

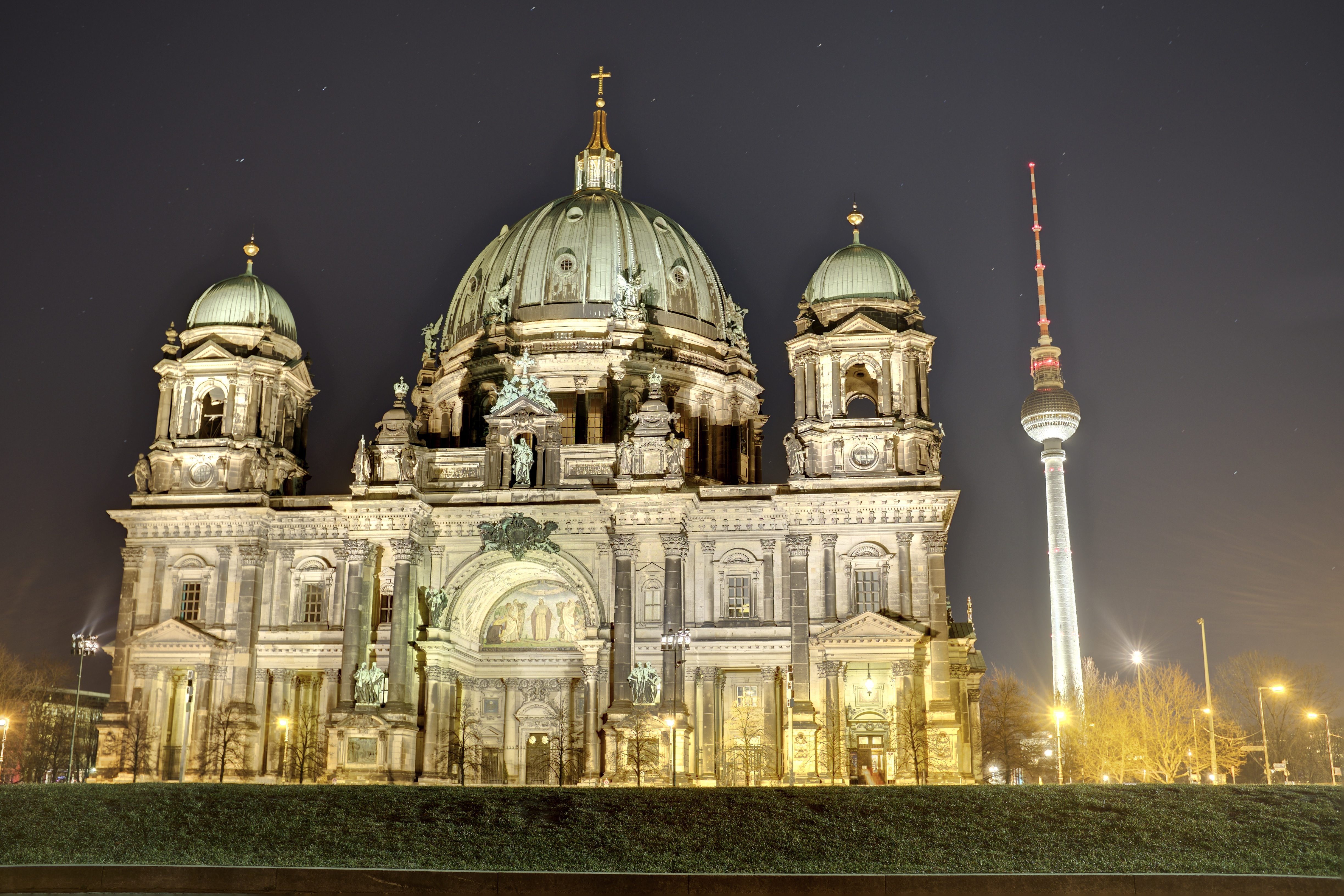
Catedral de Berlim com a torre de televisão ao fundo

Mais de 60% dos moradores de Berlim não têm nenhuma afiliação religiosa registrada. A maior denominação em 2010 era o corpo das igrejas protestantes regionais — a Igreja Evangélica de Berlim-Brandemburgo-Silesiana Alta Lusácia (EKBO), responsável por 18,7% da população local.
A Igreja Católica Romana tem 9,1% dos residentes registrados como seus membros. Cerca de 2,7% da população se identifica com outras denominações cristãs (principalmente Ortodoxa Oriental, mas também vários protestantes). Estima-se que 200 000–350 000 muçulmanos residem em Berlim, entre 6 e 10% da população. Cerca de 0,9% dos berlinenses pertencem a outras religiões. Uma população estimada entre 30 000 e 45 000 residentes são judeus, e aproximadamente 12 000 são registrados em organizações religiosas.

### Línguas
O alemão é a língua oficial e predominante falada em Berlim. É uma língua germânica ocidental que deriva a maior parte de seu vocabulário do ramo germânico da família de línguas indo-europeias. O alemão é uma das 24 línguas da União Europeia e uma das três línguas de trabalho da Comissão Europeia. O Berlinerisch ou Berlinisch é um dialeto do Berlin Brandenburgish alemão falado em Berlim e na sua área metropolitana. Origina-se de uma variante Mark Brandenburgish. O dialeto é agora visto mais como um socioleto, em grande parte devido ao aumento da imigração e tendências entre a população educada de falar o alemão padrão na vida cotidiana.
As línguas estrangeiras mais comumente faladas na capital alemã são o turco, inglês, russo, árabe, polonês, curda, vietnamita, sérvio, croata e francês. O turco, árabe, curdo, servo-croata são ouvidos mais frequentemente na parte ocidental da cidade, devido às grandes comunidades do Oriente Médio e ex-iugoslavos. O inglês, vietnamita, russo e polaco têm mais falantes nativos no leste de Berlim.

## Política

### Administração municipal

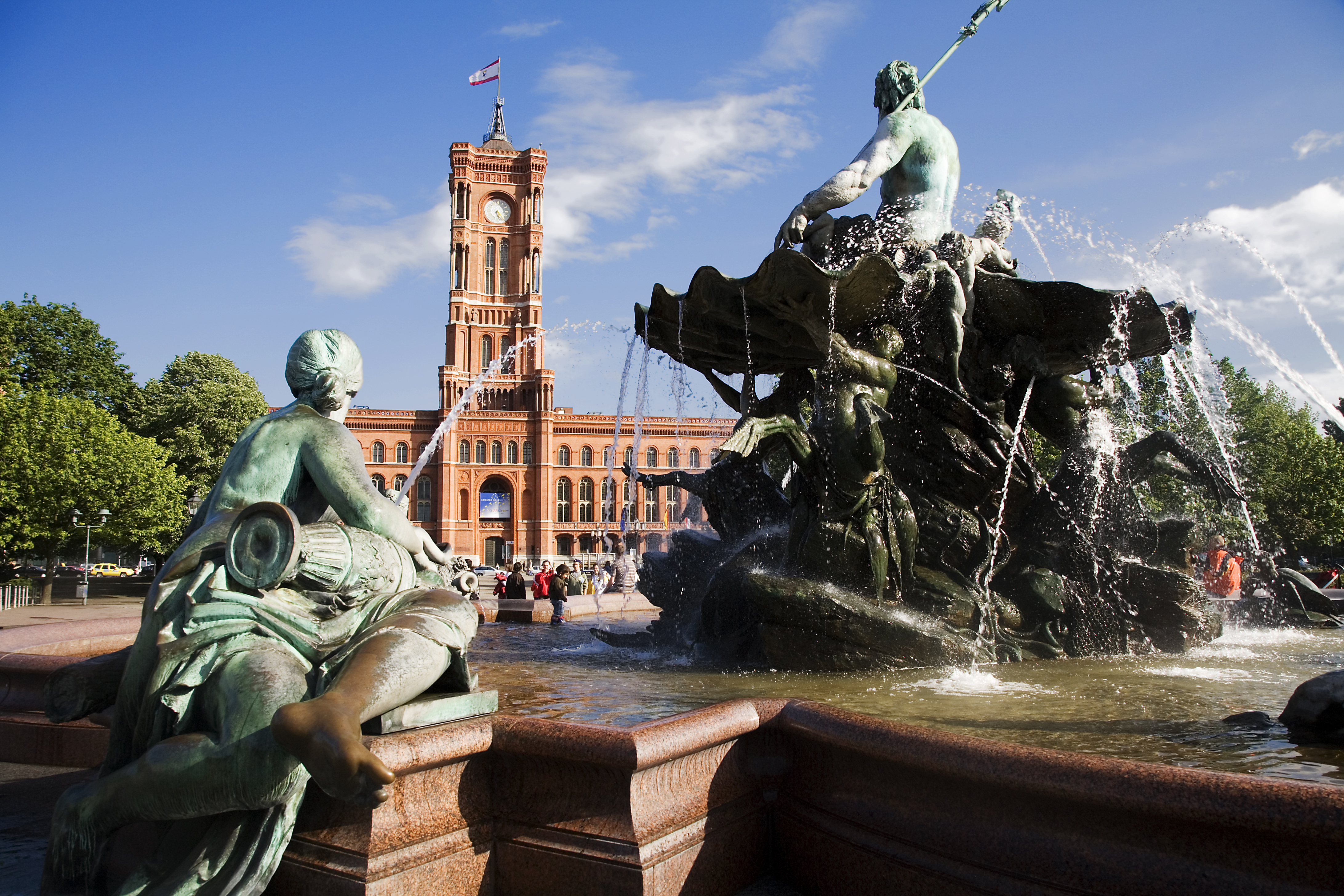
Rotes Rathaus, sede do Senado de Berlim

O Senado de Berlim é o órgão executivo que governa a cidade de Berlim, que também é um estado da Alemanha. De acordo com a Constituição de Berlim, o Senado é composto pelo burgomestre-governador de Berlim (em alemão, Regierender Bürgermeister von Berlin) e por até oito senadores indicados por ele, dois dos quais são nomeados burgomestres adjuntos. O Senado se reúne semanalmente no Rotes Rathaus.

### Governo federal

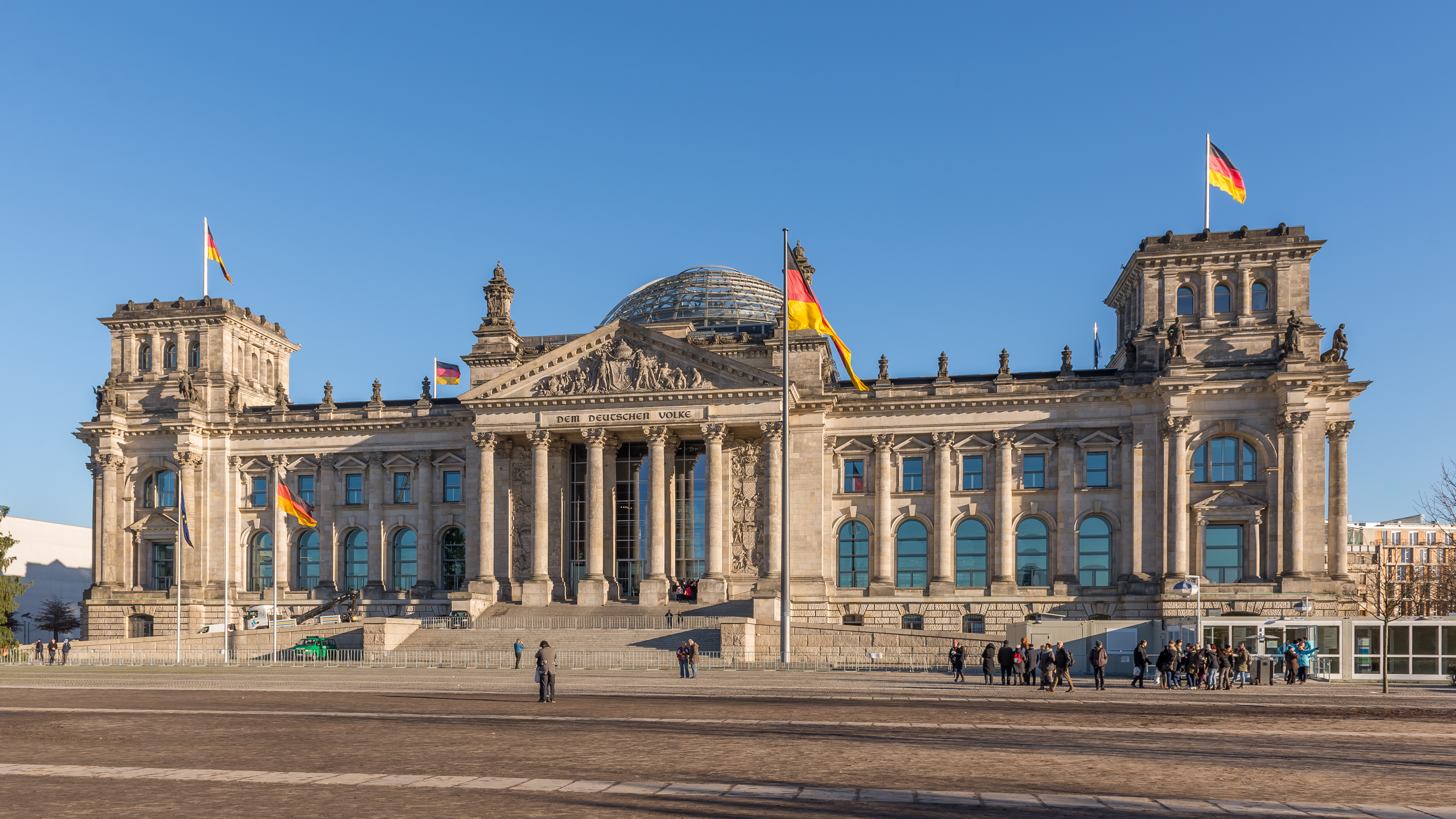
Palácio do Reichstag, sede do Parlamento da Alemanha

Berlim é a capital da República Federal da Alemanha e é o local onde está estabelecido o Presidente da Alemanha, cuja residência oficial é o Palácio de Bellevue. Desde a reunificação alemã, em 3 de outubro de 1990, passou a ser uma das três cidades-estado, juntamente com Hamburgo e Bremen, dentre os atuais dezesseis estados da Alemanha.
O Bundesrat ("conselho federal") é a representação dos estados federais (Bundesländer) da Alemanha e tem a sua sede na antiga Herrenhaus ("Casa dos Senhores") da Prússia. Embora a maioria dos ministérios esteja localizada em Berlim, alguns deles, bem como alguns departamentos menores, estão em Bona, antiga capital da Alemanha Ocidental. A União Europeia investe em diversos projetos na cidade de Berlim. Infraestrutura, educação e programas sociais são cofinanciados por orçamentos provenientes dos fundos de coesão da UE.

### Subdivisões
| Distrito                   | População 31 de março de 2010 | Área em km² | Densidade per km² | Mapa                     |
| -------------------------- | ----------------------------- | ----------- | ----------------- | ------------------------ |
| Charlottenburg-Wilmersdorf | 319 628                       | 64,72       | 4 878             | The 12 Bezirke of Berlin |
| Friedrichshain-Kreuzberg   | 268 225                       | 20,16       | 13 187            | The 12 Bezirke of Berlin |
| Lichtenberg                | 259 881                       | 52,29       | 4 952             | The 12 Bezirke of Berlin |
| Marzahn-Hellersdorf        | 248 264                       | 61,74       | 4 046             | The 12 Bezirke of Berlin |
| Mitte                      | 332 919                       | 39,47       | 8 272             | The 12 Bezirke of Berlin |
| Neukölln                   | 310 283                       | 44,93       | 6 804             | The 12 Bezirke of Berlin |
| Pankow                     | 366 441                       | 103,01      | 3 476             | The 12 Bezirke of Berlin |
| Reinickendorf              | 240 454                       | 89,46       | 2 712             | The 12 Bezirke of Berlin |
| Spandau                    | 223 962                       | 91,91       | 2 441             | The 12 Bezirke of Berlin |
| Steglitz-Zehlendorf        | 293 989                       | 102,50      | 2 818             | The 12 Bezirke of Berlin |
| Tempelhof-Schöneberg       | 335 060                       | 53,09       | 6 256             | The 12 Bezirke of Berlin |
| Treptow-Köpenick           | 241 335                       | 168,42      | 1 406             | The 12 Bezirke of Berlin |

### Cidades-irmãs
| - 1967 Los Angeles, Estados Unidos - 1987 Paris, França - 1988 Madrid, Espanha - 1989 Istambul, Turquia - 1991 Varsóvia, Polônia - 1991 Moscou, Rússia | - 1991 Budapeste, Hungria - 1992 Bruxelas, Bélgica - 1993 Jacarta, Indonésia - 1993 Tashkent, Uzbequistão - 1993 Cidade do México, México - 1994 Pequim, China | - 1994 Tóquio, Japão - 1994 Buenos Aires, Argentina - 1995 Praga, República Tcheca - 2000 Windhoek, Namíbia - 2000 Londres, Reino Unido |

## Economia

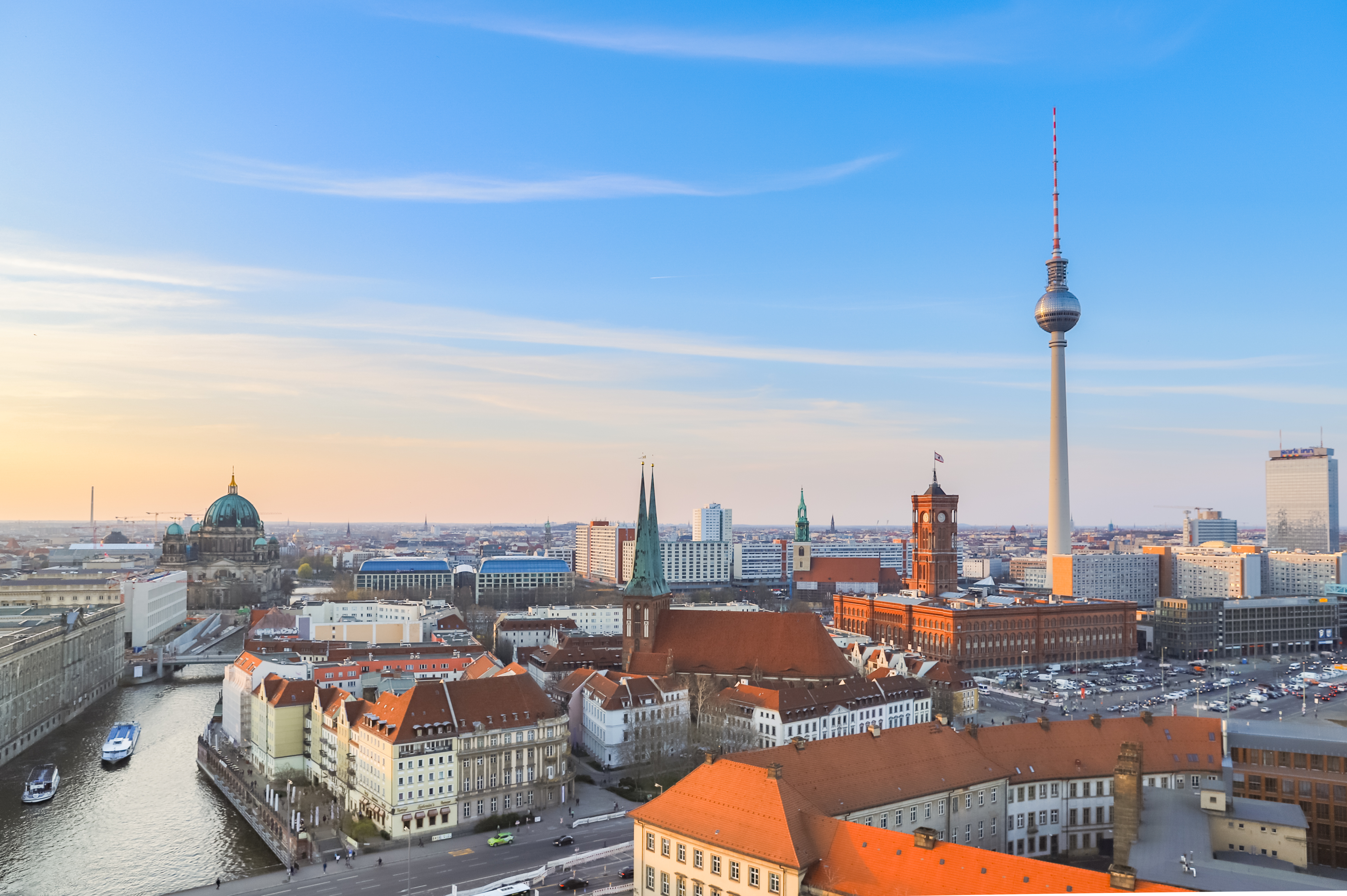
Vista da região central da cidade, com destaque para a Berliner Fernsehturm

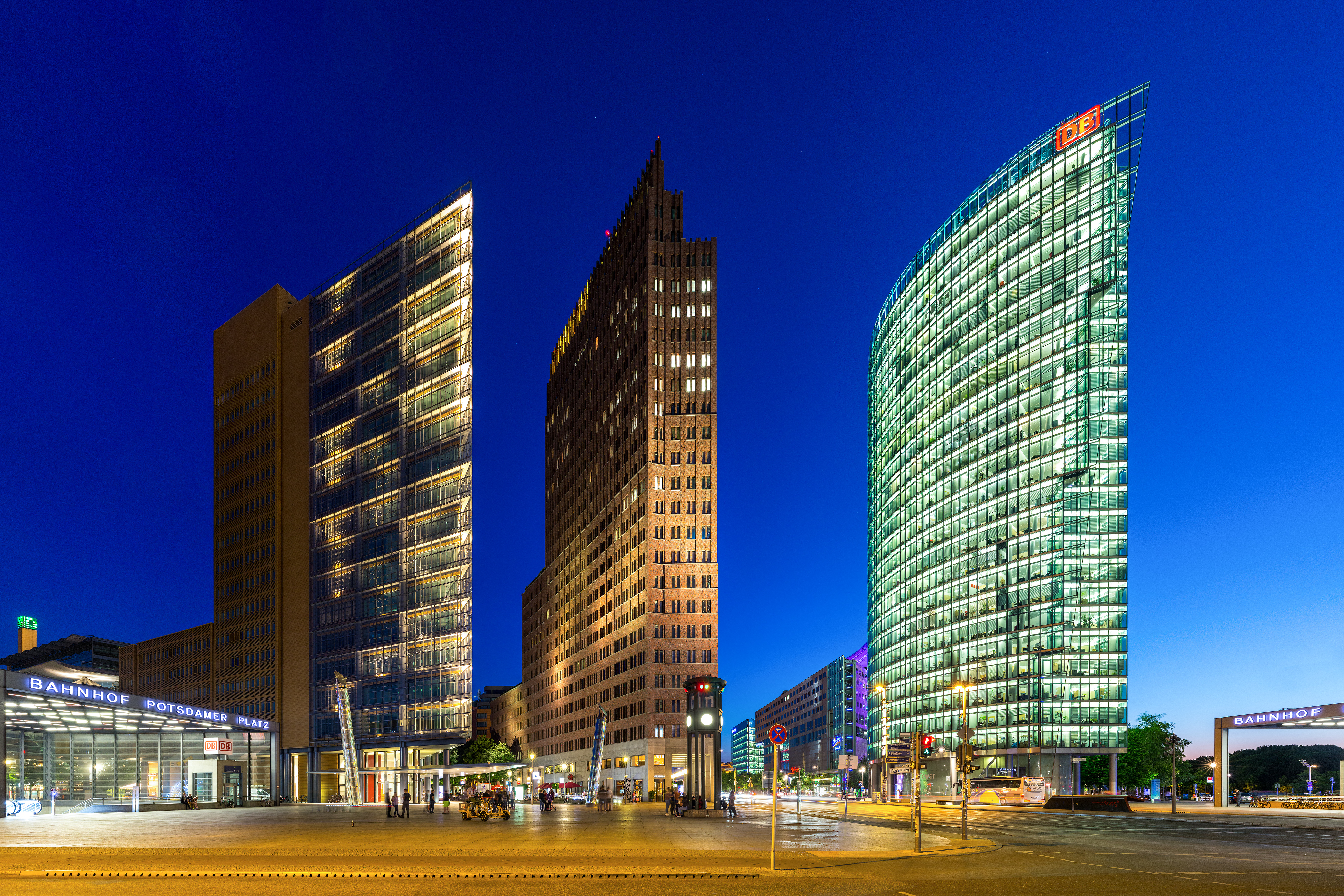
A Potsdamer Platz à noite

Em 2021, o PIB nominal de Berlim experimentou uma taxa de crescimento econômico de 5% e totalizou € 163 bilhões. A economia de Berlim é dominada pelo setor de serviços, sendo que cerca de 80% de todas as empresas fazem negócios nesse setor. A taxa de desemprego atingiu um mínimo de 27 anos em setembro de 2018 e ficou em 7,9%.
Os setores de mais rápido crescimento econômico de Berlim incluem comunicações, ciências da vida e transporte, particularmente os serviços que utilizam tecnologias de informação e comunicação, bem como meios de comunicação e engenharia de publicidade, música e design, biotecnologia, serviços ambientais e de saúde.
O Parque de Ciência e Negócios de Berlim-Adlershof está entre os 15 maiores parques tecnológicos em todo o mundo. A pesquisa e desenvolvimento têm um significado econômico elevado para a cidade e a região de Berlim-Brandemburgo está entre três primeiras regiões mais inovadoras da União Europeia.
Antes da reunificação da Alemanha e das duas partes de Berlim em 1990, a cidade de Berlim ocidental recebia substanciais subsídios do governo da Alemanha Ocidental para compensar o isolamento geográfico do resto do país. Depois de 1990, muitos destes subsídios foram cortados, o que criou dificuldades fiscais para o governo da cidade, forçando-o a cortar fundos em diversos programas.
A Siemens, uma empresa listada na Fortune Global 500 e uma das 40 empresas alemãs do DAX, está sediada em Berlim. A empresa ferroviária estatal, Deutsche Bahn, tem a sua sede em Berlim também. Muitas empresas alemãs e internacionais têm negócios ou centros de serviços na cidade.
Entre os 20 maiores empregadores em Berlim estão a Deutsche Bahn, o provedor do hospital, Charité, o provedor de transporte público local, BVG, o prestador de serviço, Dussmann e o Grupo Piepenbrock. A Mercedes Benz fabrica carros e a BMW fabrica motocicletas em Berlim. A Bayer e Berlin-Chemie são grandes empresas farmacêuticas sediadas na cidade.

### Indústrias criativas

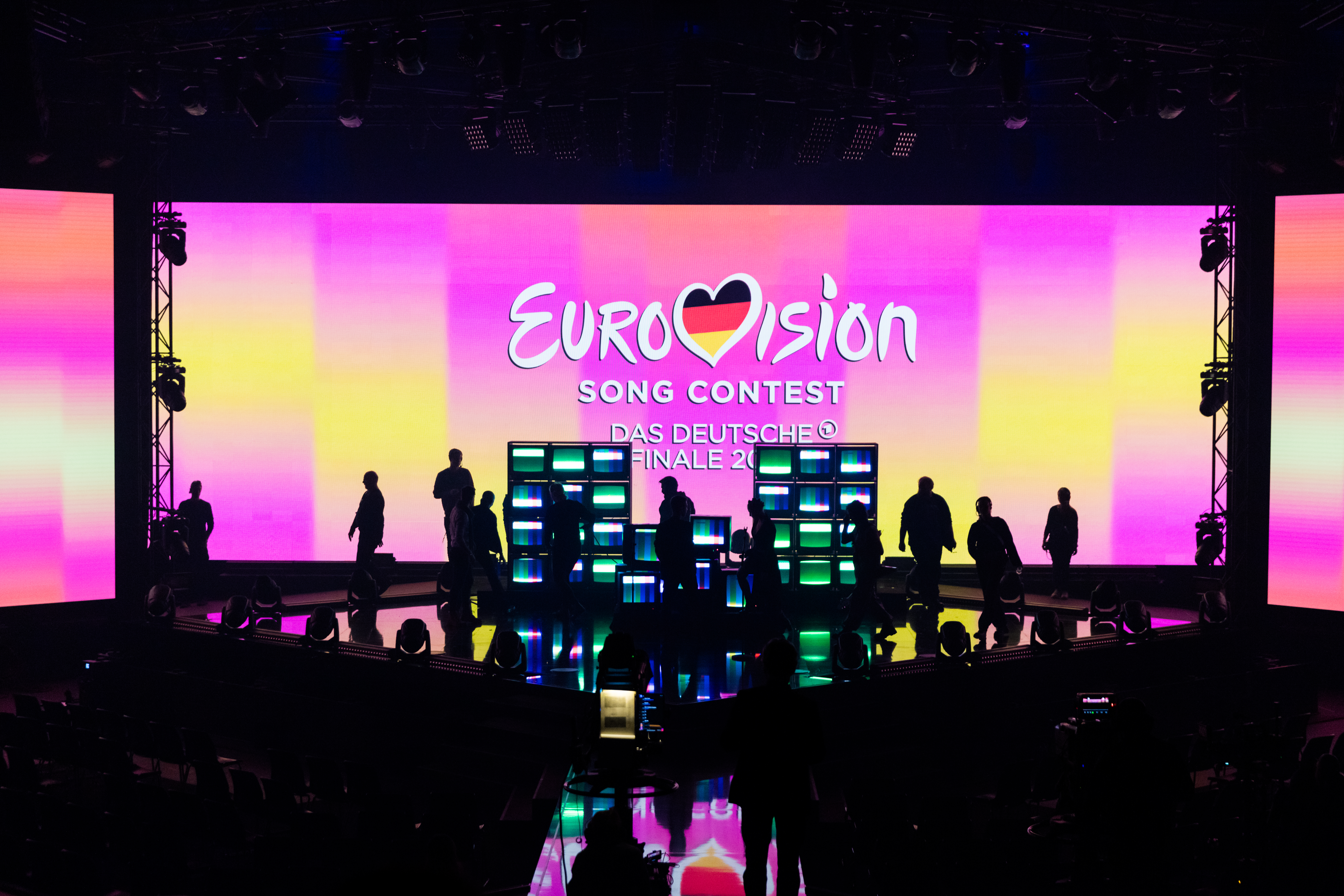
Produção televisiva em Berlim

As indústrias que fazem negócios nas artes criativas e de entretenimento são um setor importante da economia de Berlim. O setor de artes criativas inclui música, cinema, publicidade, arquitetura, arte, design, moda, artes cênicas, editoração, P&D, software, TV, rádio, vídeo e jogos. Cerca de 29 300 empresas criativas, em que predominam as PME, geraram mais de 22 400 milhões de euros em receitas totais. As indústrias criativas de Berlim contribuíram com 16% do produto interno bruto doméstico da cidade em 2009.
A sede alemã da Universal Music baseia-se em Berlim. BMG Rights Management é uma empresa internacional de música focada no gerenciamento de publicação musical, direitos de gravação e distribuição de música. Springer Nature é uma renomada editora acadêmica global, especializada na publicação de conteúdo científico, técnico e médico.

### Turismo

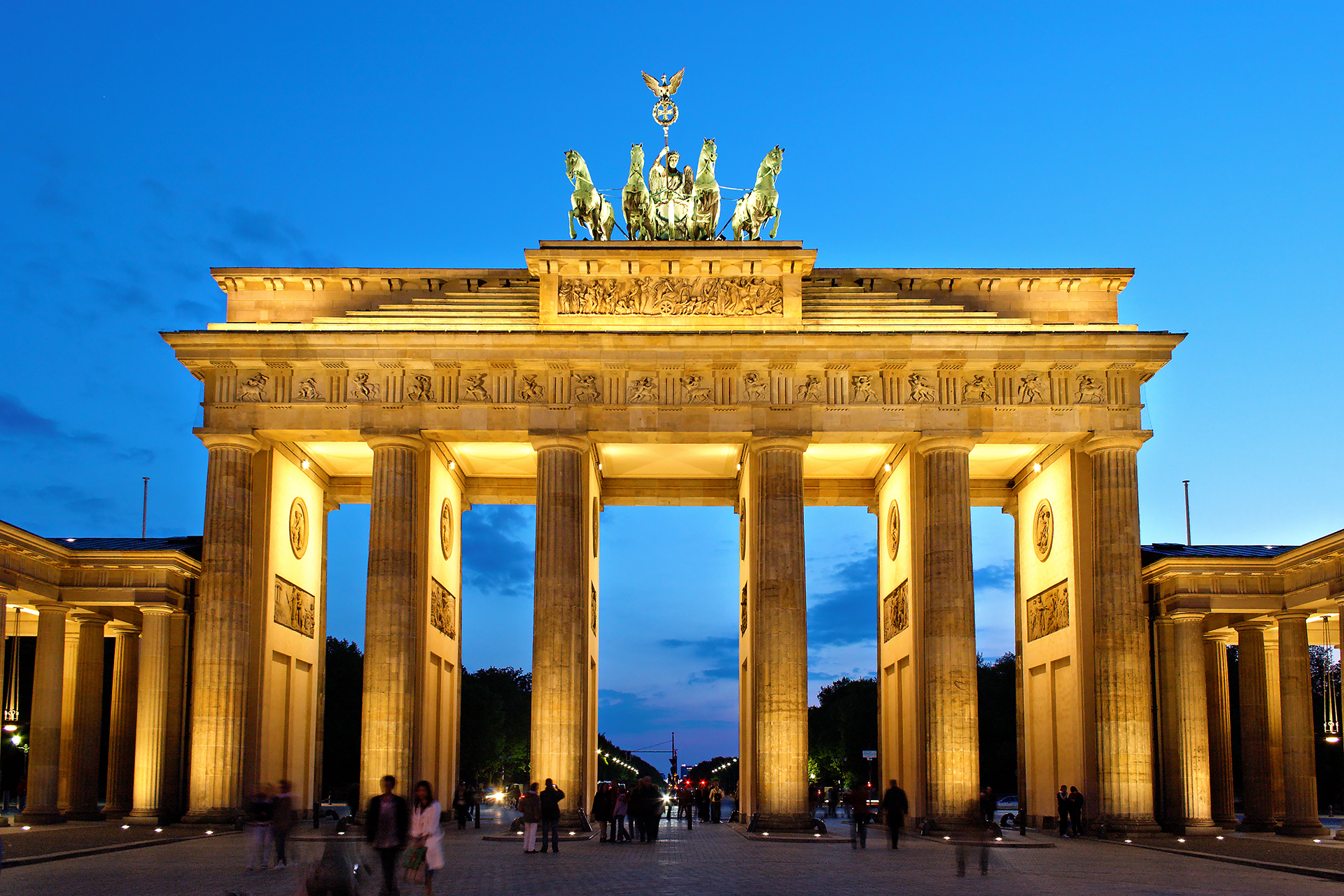
Portão de Brandemburgo. Berlim é a terceira cidade mais visitada por turistas na UE

No final de 2010, Berlim tinha 746 hotéis, com 112 400 camas. A cidade registrou 20,8 milhões de estadias em hotéis e 9,1 milhões de hóspedes em hotéis no mesmo ano.
Berlim tem um total anual de cerca de 135 milhões de visitantes, o que a coloca em terceiro lugar entre as cidades mais visitadas da União Europeia. Berlim está entre as três principais cidades que recebem convenções do mundo e é o lar do maior centro de convenções da Europa, o Internationales Congress Centrum (ICC).
Várias feiras de grande escala comercial, como a IFA, Grüne Woche ("Semana Verde"), InnoTrans, Venus Berlin, ILA e da ITB, são realizadas anualmente na cidade, atraindo um número significativo de visitantes de negócios.

## Infraestrutura

### Transportes

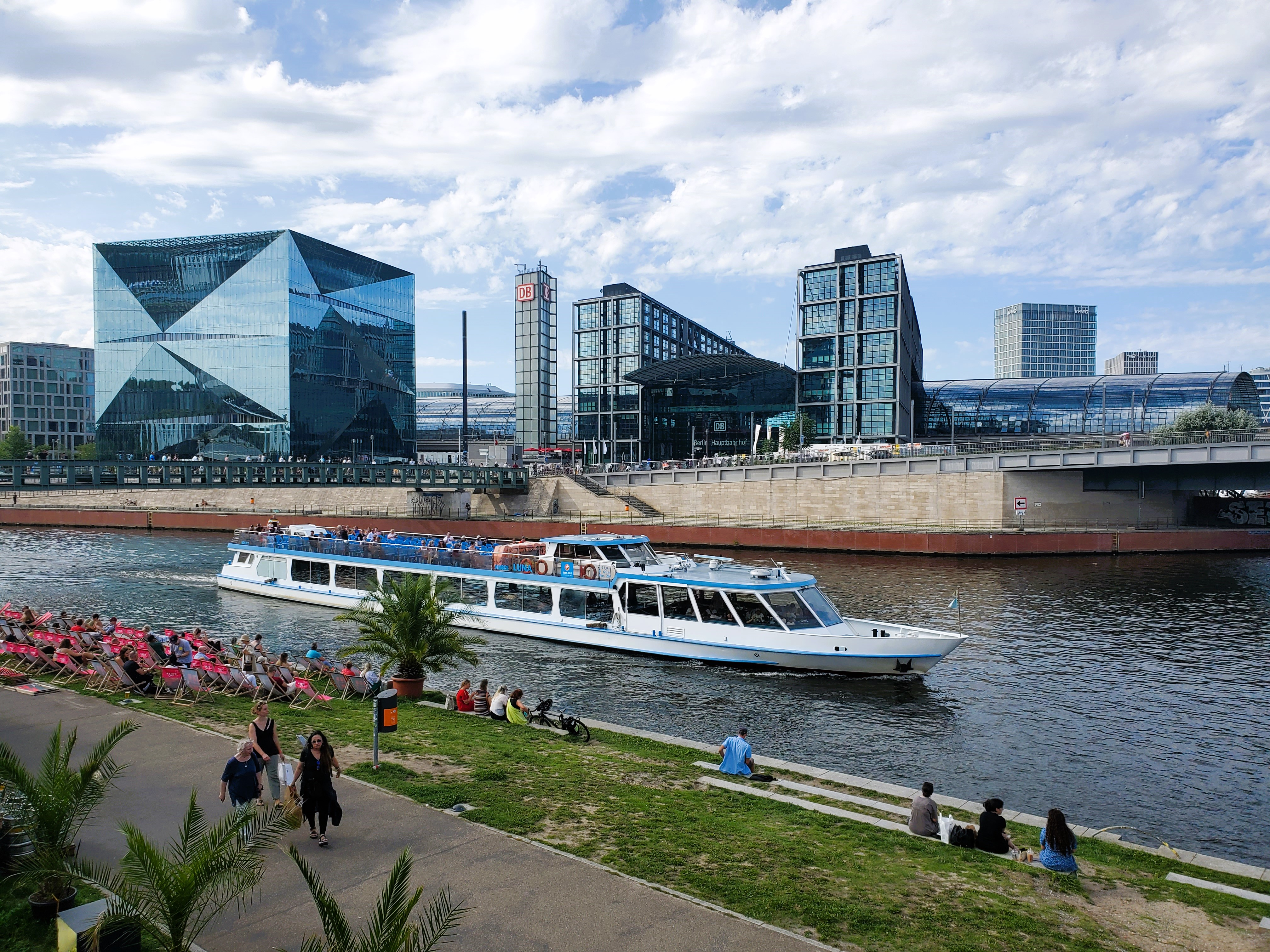
Estação Central de Berlim

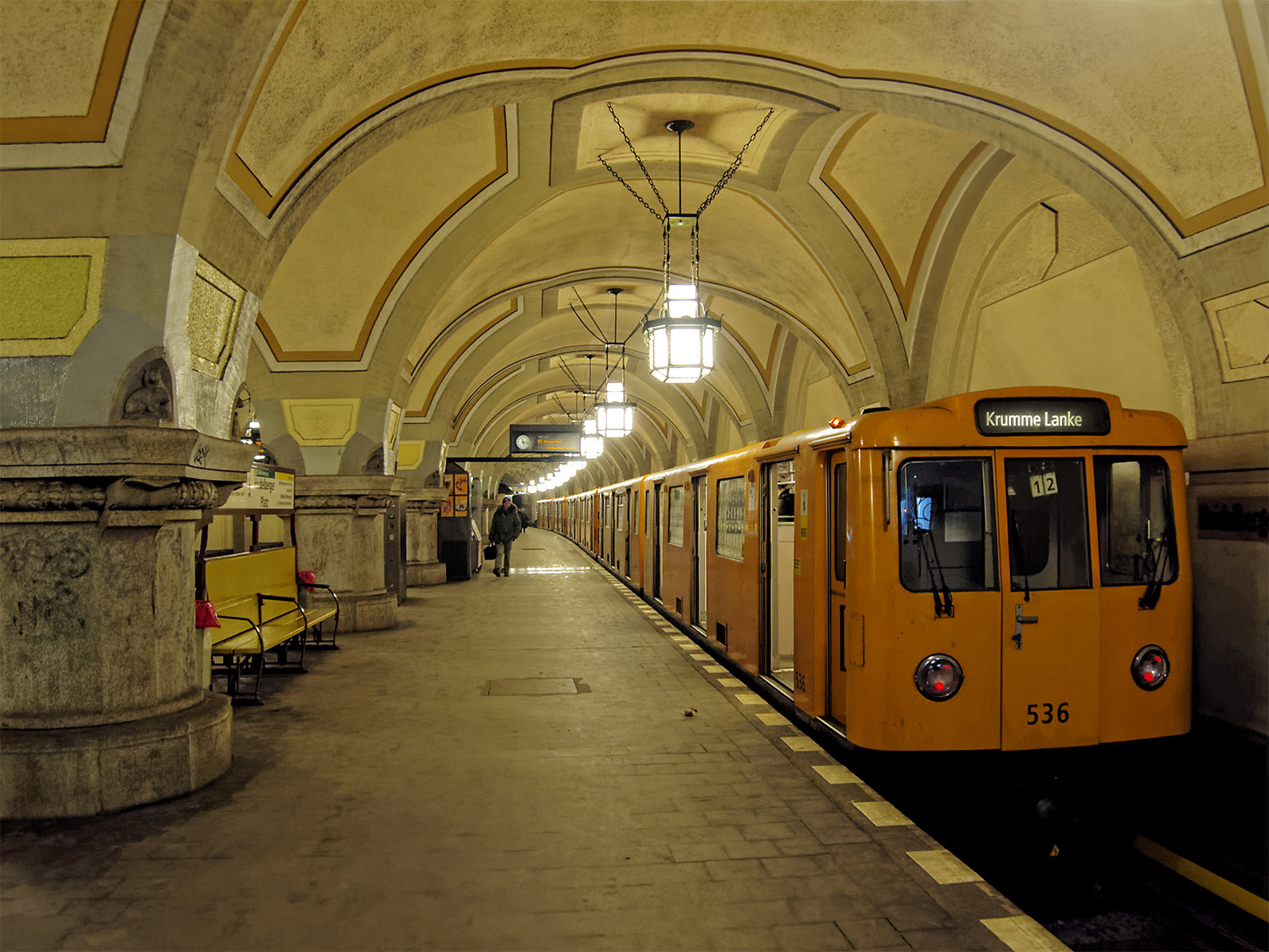
Estação Heidelberger Platz do U-Bahn de Berlim

A infraestrutura de transportes de Berlim é altamente complexa, oferecendo uma gama diversificada de mobilidade urbana. Um total de 979 pontes cruzam 197 km de vias urbanas. 5 422 km de estradas percorrem Berlim, dos quais 77 km são autoestradas ("Autobahn"). Em 2013, 1,344 milhão de veículos motorizados foram registrados na cidade. Com 377 carros por 1 000 habitantes em 2013 (570/1000), Berlim tem um dos mais baixos números de carros per capita para uma cidade global ocidental.
Linhas ferroviárias de longa distância ligam Berlim com todas as principais cidades alemãs e com muitas cidades de países europeus vizinhos. Ferrovias regionais fornecem acesso às regiões vizinhas de Brandemburgo e ao Mar Báltico. O Berlin Hauptbahnhof é a maior estação de comboios separados por grau na Europa. A Deutsche Bahn oferece trens para destinos domésticos como Hamburgo, Munique, Colônia e outros. Ela também opera um serviço expresso ferroviário para o aeroporto, assim como trens para vários destinos internacionais como, por exemplo, Viena, Praga, Zurique, Varsóvia e Amsterdã.
A Berliner Verkehrsbetriebe (BVG) gerencia vários sistemas extensos de transporte público urbano. O S-Bahn de Berlim é um sistema de trens suburbanos de 331 km constituído por 16 linhas, sendo que a maioria das estações estão integradas com U-Bahn de Berlim, o sistema de metrô de 151 km, formado por nove linhas. Além disso, há um vasto sistema de bondes com uma rede 191 km de extensão.
Berlim é conhecida por seu sistema de ciclovias altamente desenvolvido. Estima-se que Berlim tenha 710 bicicletas por 1 000 habitantes. Seus cerca de 500 000 ciclistas diários representaram 13% do tráfego total em 2009. Os ciclistas têm acesso a 620 km de ciclovias, incluindo cerca de 150 km de ciclovias exclusivas, 190 km de ciclovias fora de estrada, 60 km de pistas para ciclistas nas estradas, 70 km de corredores de ônibus comuns que também estão abertos para ciclistas, 100 km de caminhos para pedestres e bicicletas combinados e 50 km de ciclovias marcadas em pavimentos de estrada (ou calçadas).

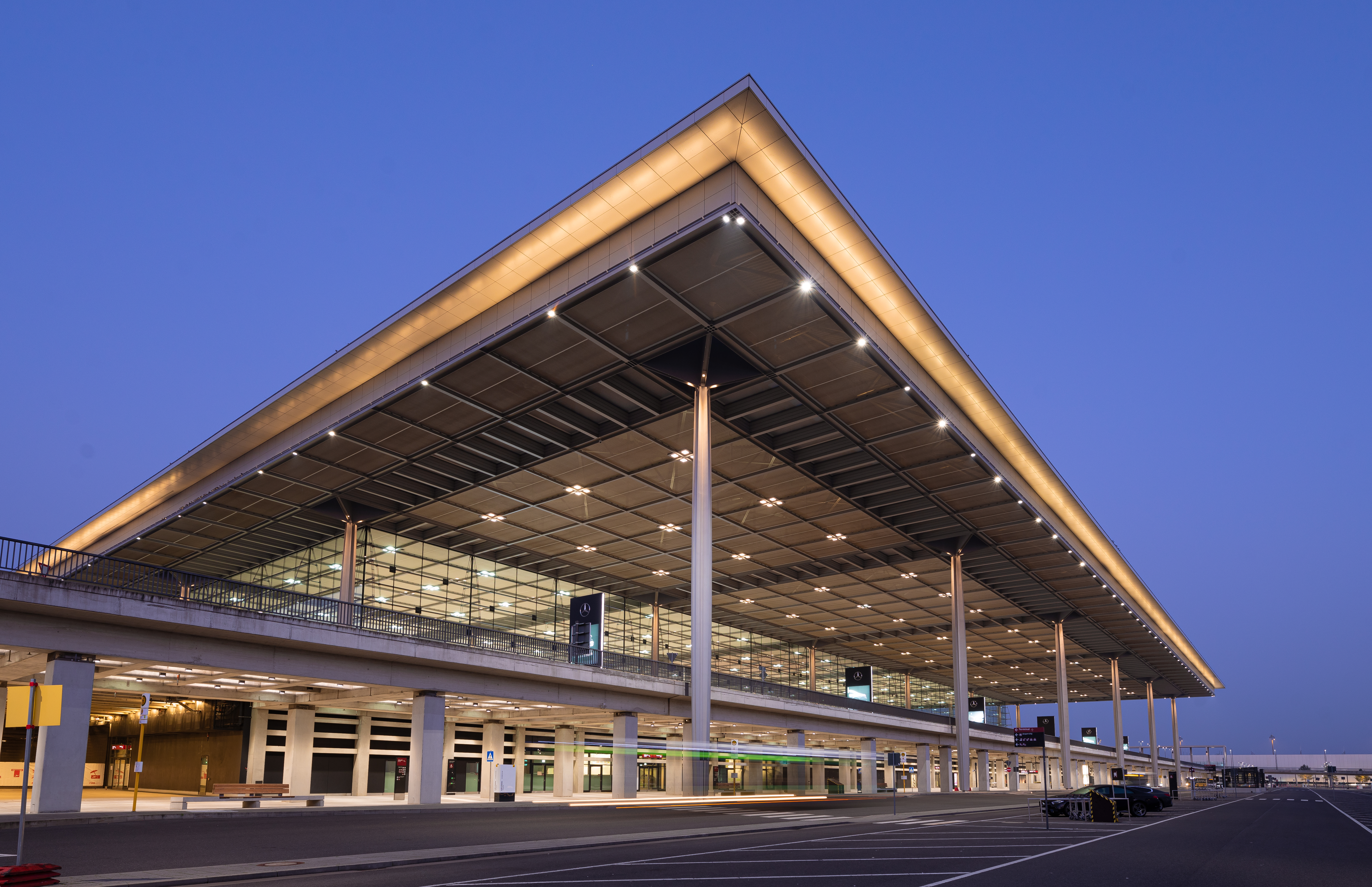
Aeroporto de Berlim-Brandemburgo

Berlim é servida por um aeroporto comercial internacional: o Aeroporto de Berlim-Brandemburgo (BER), localizado fora da fronteira sudeste de Berlim, no estado de Brandemburgo. A construção começou em 2006, com a intenção de substituir o Aeroporto de Berlim-Tegel (TXL) e o Aeroporto Schönefeld (SXF) para se tornar o único aeroporto comercial da capital alemã. Previsto para ser inaugurado em 2012, após grandes atrasos e custos cada vez mais elevados, o aeroporto iniciou suas operações comerciais em outubro de 2020. A capacidade inicial planejada de cerca de 27 milhões de passageiros por ano deve ser desenvolvida para trazer a capacidade do terminal para aproximadamente 55 milhões por ano até 2040.

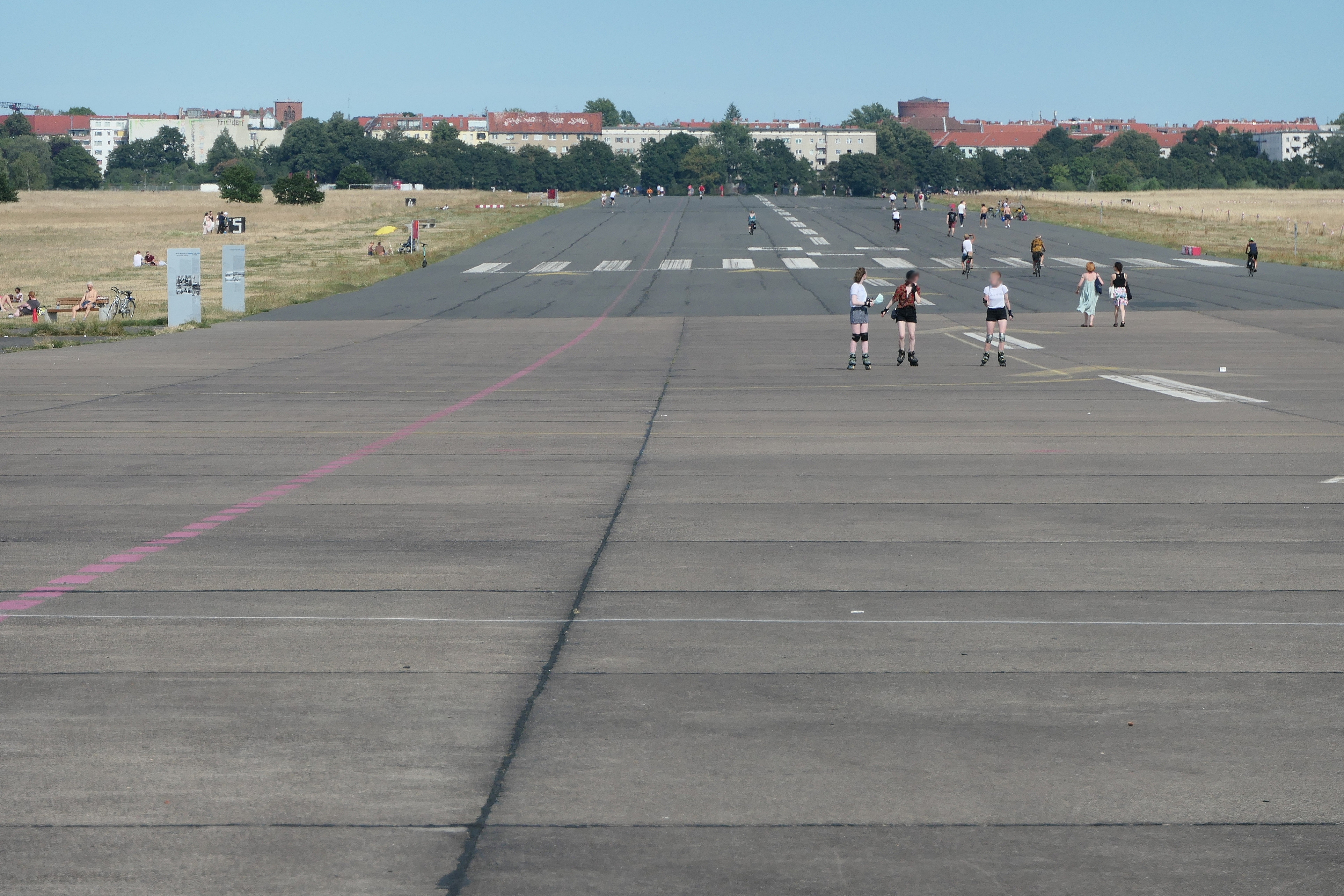
Tempelhofer Feld

Antes da abertura do BER em Brandemburgo, Berlim era servida pelos aeroportos Tegel e Schönefeld. O Aeroporto Tegel estava dentro dos limites da cidade e o Aeroporto Schönefeld estava localizado no mesmo local que o BER. Os dois aeroportos, juntos, movimentaram 29,5 milhões de passageiros em 2015. Em 2014, 67 companhias aéreas serviam a 163 destinos em 50 países a partir de Berlim. O Aeroporto de Tegel era um hub para a Lufthansa e a Eurowings, enquanto Schönefeld servia como um destino importante para companhias aéreas como a Germania, easyJet e Ryanair. Até 2008, Berlim também era servida pelo menor Aeroporto de Berlim-Tempelhof, que tinha uma localização conveniente perto do centro da cidade.

### Educação

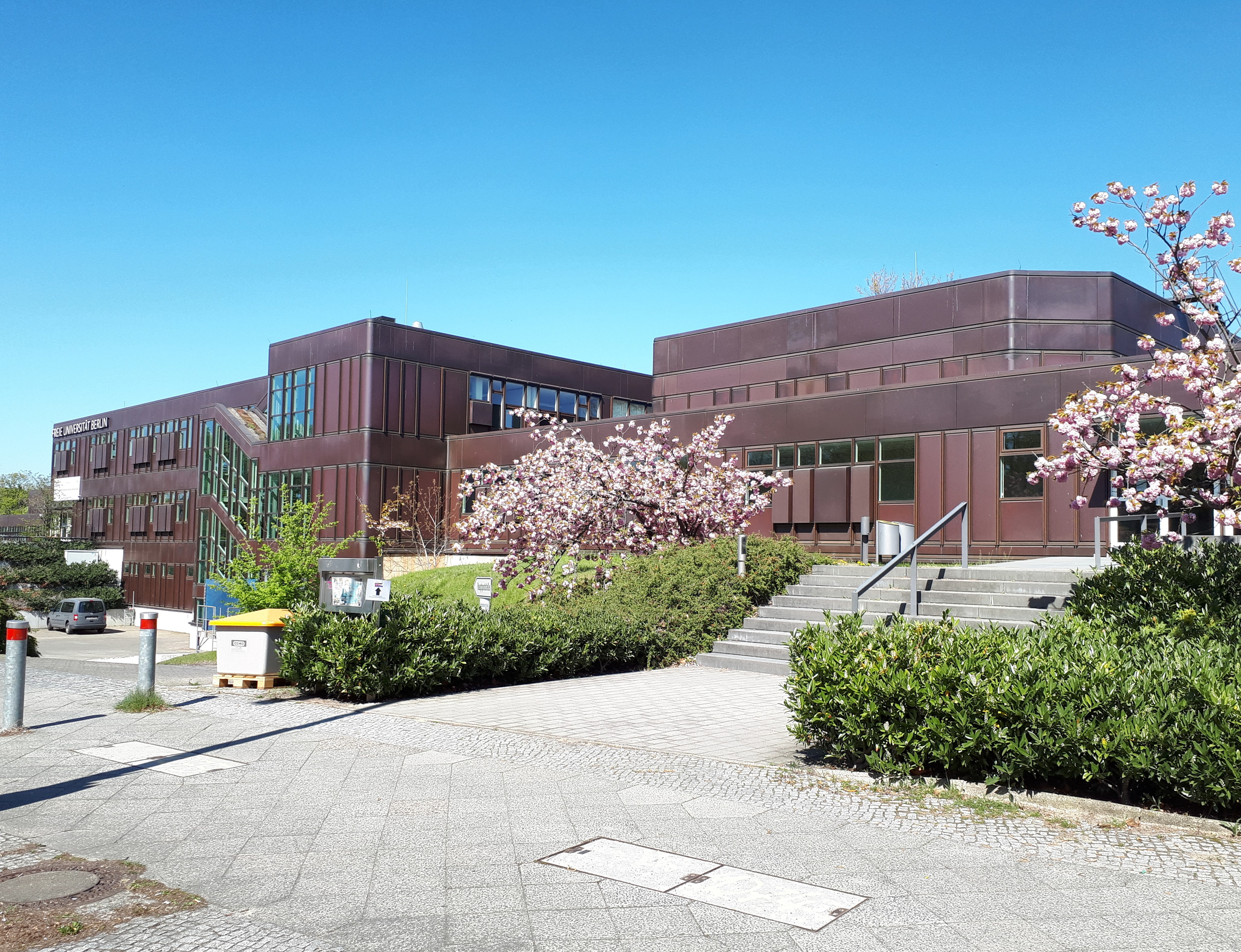
Universidade Livre de Berlim

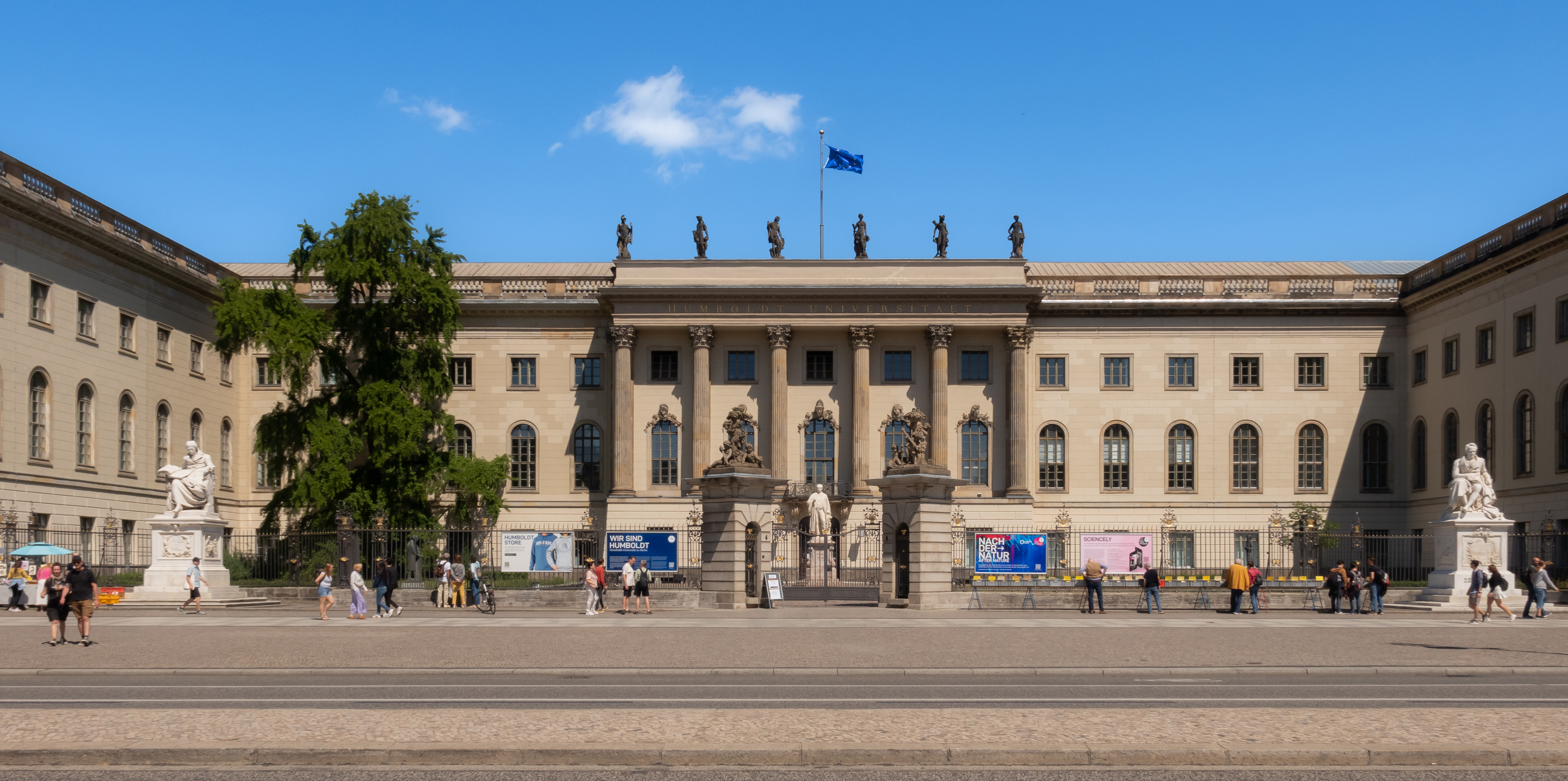
Universidade Humboldt

Berlim tem 878 escolas que ensinam 340 658 crianças em 13 727 classes e 56 787 estagiários em empresas e em outros lugares. A cidade tem um programa de educação primária de 6 anos. Depois de completar a escola primária, os alunos continuam a Sekundarschule (uma escola abrangente) ou Gymnasium (escola preparatória). Berlim tem um programa especial de escola bilíngue embutido no "Europaschule", em que as crianças são ensinadas o currículo em alemão e uma língua estrangeira, começando na escola primária e continuando na escola. Os nove principais idiomas europeus podem ser escolhidos como língua estrangeira em 29 escolas.
O Französisches Gymnasium de Berlim, que foi fundado em 1689 para ensinar aos filhos de refugiados huguenotes, oferece aulas em alemão e francês. A Escola John F. Kennedy, uma escola pública germano-americana bilíngue localizada em Zehlendorf, é particularmente popular entre os filhos de diplomatas e da comunidade expatriada que fala inglês. Quatro escolas ensinam latim e grego clássico. Duas delas são escolas estaduais (Steglitzer Gymnasium em Steglitz e Goethe-Gymnasium em Wilmersdorf), uma é protestante (Evangelisches Gymnasium zum Grauen Kloster em Wilmersdorf) e uma é jesuíta (Canisius-Kolleg no "bairro das embaixadas" em Tiergarten).
A região da capital Berlim-Brandemburgo é um dos centros mais prolíficos de ensino superior e pesquisa na Alemanha e na Europa. Historicamente, 40 ganhadores do Prêmio Nobel estão ligados às universidades com sede em Berlim. A cidade tem quatro universidades públicas de pesquisa e mais de 30 faculdades privadas, profissionais e técnicas (Hochschulen), oferecendo uma ampla gama de disciplinas. A Universidade Humboldt de Berlim (Humboldt-Universität zu Berlin) é a mais antiga universidade de Berlim, fundada em 1809. Um número recorde de 202 224 estudantes foram inscritos no período de inverno de 2021/22.

### Ciência e tecnologia

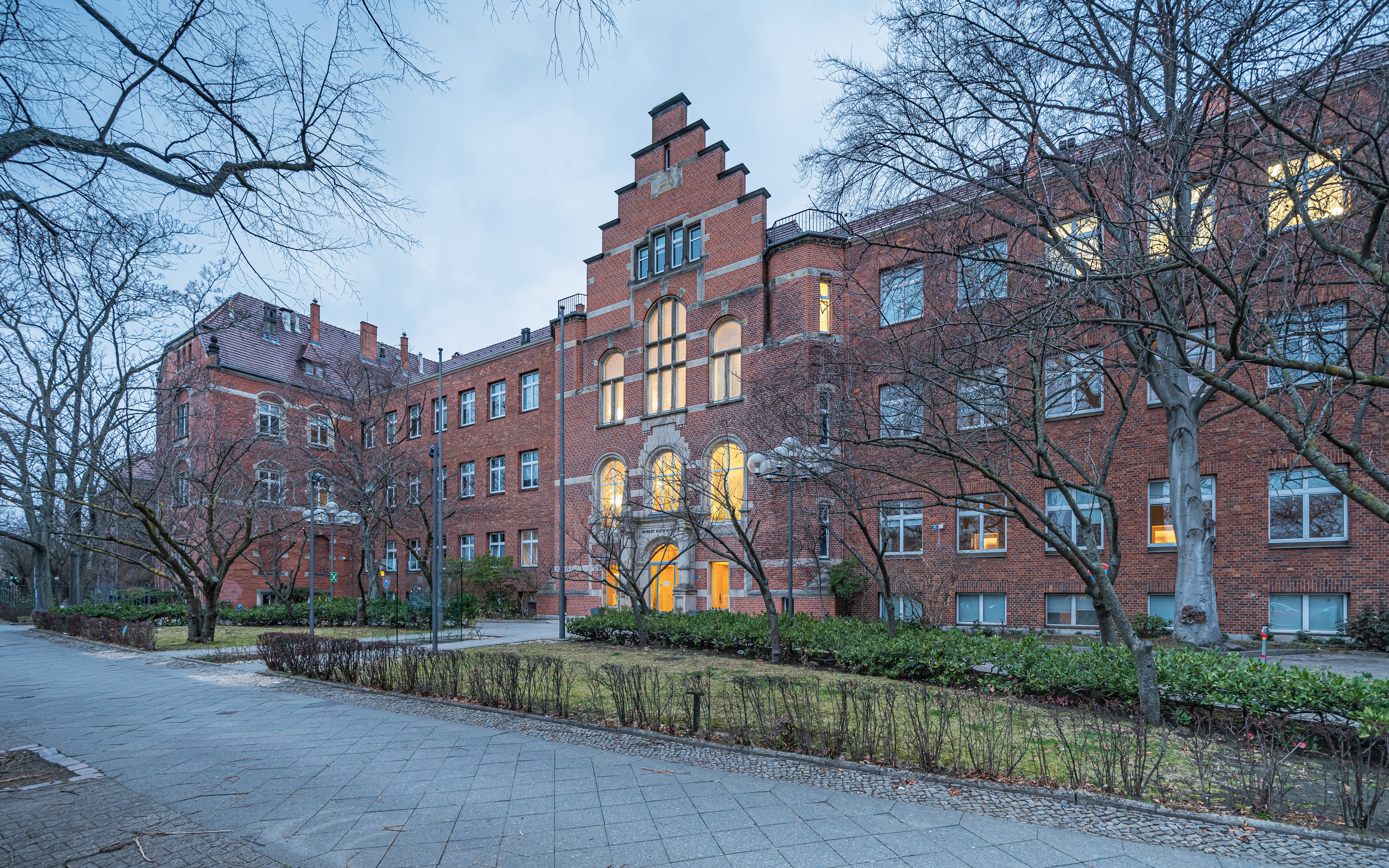
Instituto Robert Koch

A União Internacional de Matemática, conhecida como IMU é uma organização não governamental internacional dedicada à cooperação internacional no campo da matemática. Está sediada em Berlim.
O Instituto Robert Koch é uma agência do governo federal da Alemanha e um instituto de pesquisa, responsável pelo controle e prevenção de doenças.
O Instituto Fritz Haber da Sociedade Max Planck é um instituto de pesquisa básica que emergiu do Instituto Kaiser Wilhelm de Físico-Química e Eletroquímica em Berlim-Dahlem. As pesquisas se concentram na compreensão dos processos catalíticos no nível molecular e na física molecular.
O Leibniz-Gemeinschaft é uma união de institutos de pesquisa de diversos ramos de estudo.

## Cultura
Berlim é conhecida por suas várias instituições culturais, muitas das quais com reputação internacional. A diversidade e a vivacidade da metrópole levaram a uma atmosfera liberal. Uma cena inovadora de música, dança e arte se desenvolveu no século XXI.
Os jovens, artistas e empresários internacionais continuaram a se estabelecer na cidade e fizeram de Berlim um centro de entretenimento popular do mundo. Em 2005, Berlim foi nomeado "Cidade do Design" pela UNESCO.

### Orquestras e teatros

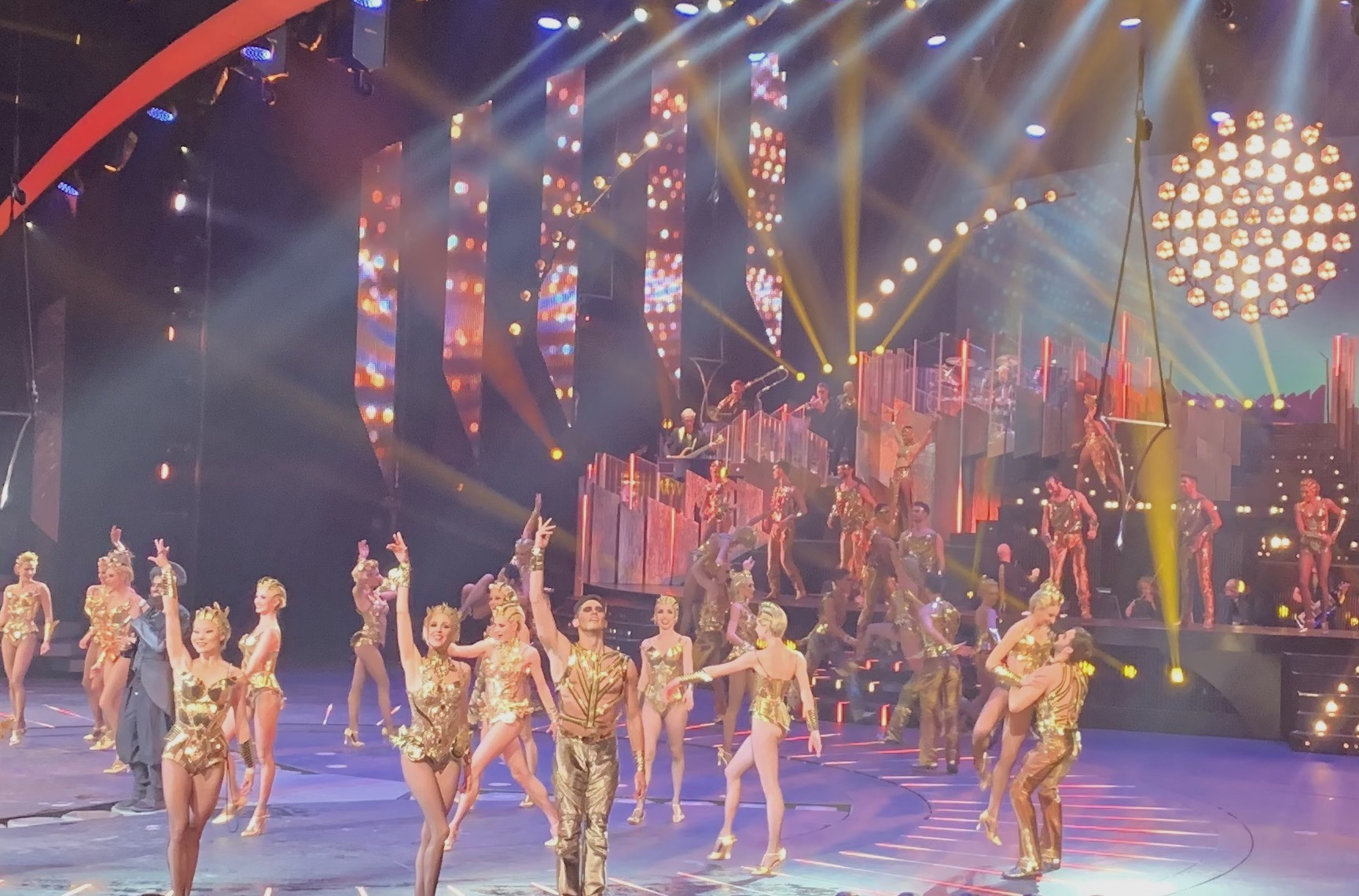
Friedrichstadt-Palast

A Filarmônica de Berlim (em alemão: Berliner Philharmoniker) é uma orquestra baseada em Berlim, Alemanha. Em 2006 foi considerada a segunda melhor orquestra da Europa na lista "Top Ten European Orchestras".
O Friedrichstadt-Palast é um teatro de revista construído em 1984 com tecnologia de palco moderna no centro de Berlim. É um dos locais líderes da Europa na apresentação deste tipo de artes performativas, cuja característica representativa é, entre outras, a sua trupe de bailarinas.

### Galerias e museus
Em 2011, Berlim era o lar de 138 museus e de mais de 400 galerias de arte. O conjunto na Ilha dos Museus é um Patrimônio Mundial da UNESCO e está situado na parte norte da Ilha Spree entre o Spree e o Kupfergraben. Já em 1841 a cidade foi designada uma "área dedicada à arte e antiguidades" por um decreto real. Posteriormente, o Altes Museum foi construído no Lustgarten. O Neues Museum, que exibe o busto de Nefertiti, Alte Nationalgalerie, Museu de Pérgamo e Museu Bode foram construídos lá.
Além da Ilha dos Museus, há muitos outros museus na cidade. O Gemäldegalerie centra-se nas pinturas dos "velhos mestres" dos séculos XIII a XVIII, enquanto a Neue Nationalgalerie, construída por Ludwig Mies van der Rohe, é especializada em pintura europeia do século XX. O Hamburger Bahnhof, localizado em Moabit, exibe uma importante coleção de arte moderna e contemporânea. O Deutsches Historisches Museum reabriu nos Zeughaus com uma visão geral da história alemã que abrange mais de um milênio. O Bauhaus Archive é um museu de design do século XX a partir da famosa escola Bauhaus.
O Museu Judaico tem uma exposição permanente em dois milênios de história judaico-alemã. O Museu Alemão de Tecnologia, em Kreuzberg, tem uma grande coleção de artefatos técnicos históricos. O Museum für Naturkunde exibe história natural perto de Berlin Hauptbahnhof. Ele tem o maior dinossauro montado no mundo (um Giraffatitan). Espécimes bem preservados de Tyrannosaurus rex e de Archaeopteryx estão em exibição também.
O Museu Brücke possui uma das maiores coleções de obras de artistas do movimento expressionista do início do século XX. Em Lichtenberg, no terreno do antigo Ministério para a Segurança do Estado da Alemanha Oriental, está o Museu Stasi. O local do Checkpoint Charlie, um dos pontos de passagem mais conhecidos do antigo Muro de Berlim, ainda está preservado. Um museu privado apresenta uma documentação abrangente de planos detalhados e estratégias concebidas por pessoas que tentaram fugir do Leste.
A arquitetura da cidade de Berlim exibe grandes quantidades de arte de rua urbana. Tornou-se uma parte significativa do património cultural da cidade e tem suas raízes na cena do graffiti de Kreuzberg da década de 1980. O Muro de Berlim em si tornou-se uma das maiores telas ao ar livre do mundo. O trecho restante ao longo do rio Spree, em Friedrichshain, permanece como a East Side Gallery. Berlim hoje é constantemente classificada como uma importante cidade do mundo para a cultura da arte de rua.

### Cinema

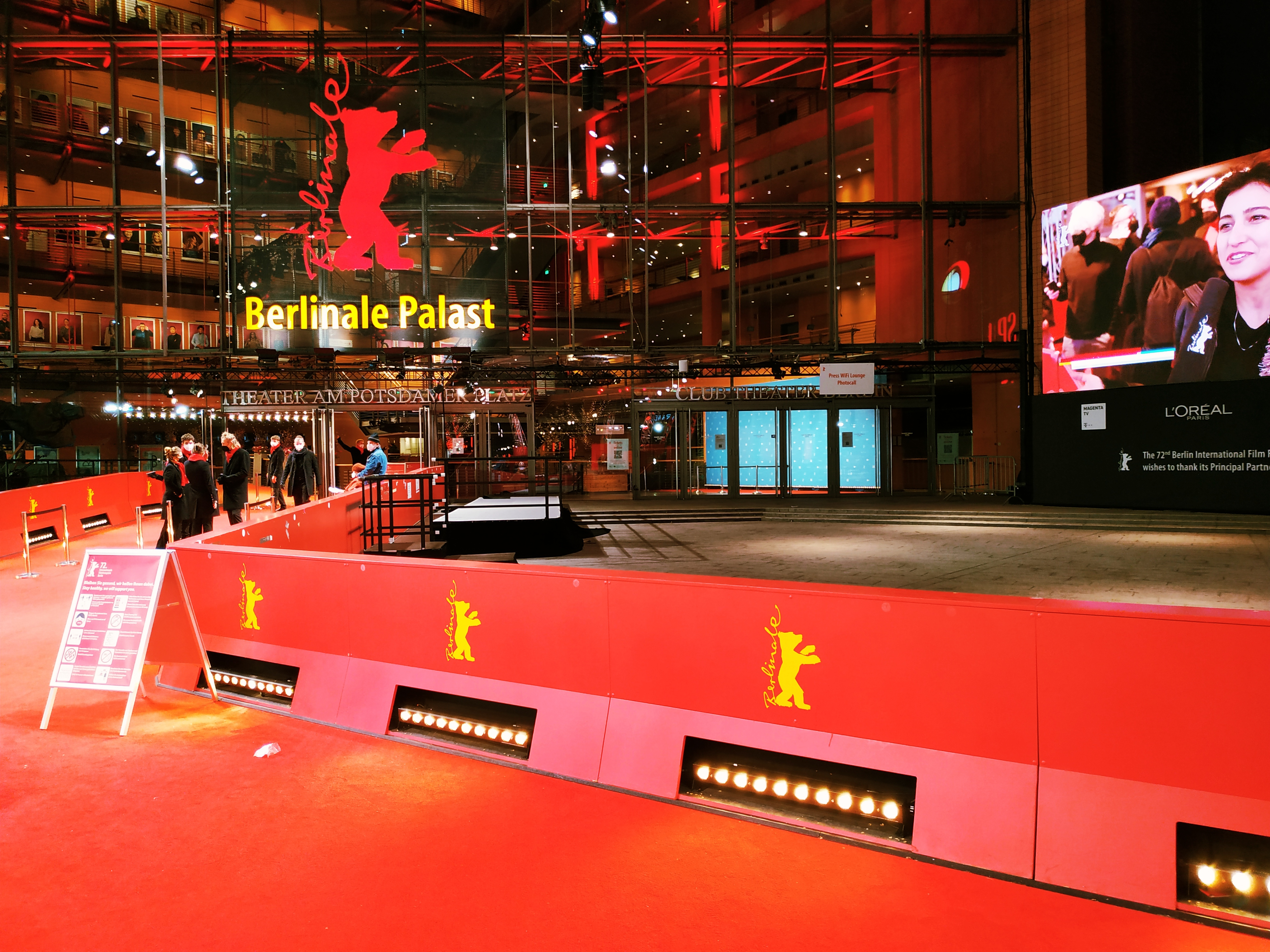
Festival Internacional de Cinema de Berlim (2022)

A Academia de Cinema Europeu é uma iniciativa de um grupo de cineastas europeus que se reuniram em Berlim por ocasião da primeira apresentação dos Prémios do Cinema Europeu, em novembro de 1988. Está sediada em Berlim.
O Festival Internacional de Cinema de Berlim, também conhecido como Berlinale, é um festival de cinema alemão, estabelecido em 1951. É considerado um dos eventos mais importantes na indústria cinematográfica e um dos principais festivais do mundo. Seus prêmios principais são chamados de Urso de Ouro e Urso de Prata.

### Esportes
Berlim já foi a sede de eventos importantes no esporte, como as Olimpíadas de 1936 e a final da Copa do Mundo de 2006.
Também acontece lá, todos os anos, a Maratona de Berlim e o evento da Golden League chamado ISTAF (Internationales Stadionfest). A WTA Tour também acontece no WTA de Berlim anualmente na cidade; fundado em 1896, é um dos torneios mais antigos de ténis feminino. A cidade alemã é parte do Campeonato Mundial ABB FIA de Fórmula E desde a primeira temporada (2014/2015).
Além disso, Berlim é a "casa" de várias equipes. Entre elas o Hertha BSC, equipe de futebol participante do Campeonato Alemão de Futebol, o Alba Berlin, equipe de basquete (conhecida por "Berlin Albatrosses"), que ganhou o campeonato nacional de 1997 até 2003, o Berlin Recycling Volleys, equipe de voleibol masculino, assim como o Eisbären Berlin, participante da Deutsche Eishockey-Liga, que foi fundado ainda na era da Alemanha Oriental. O 1. FC Union Berlin é o 56º clube alemão a disputar a Fußball-Bundesliga.
| Maratona de Berlim |  | Interior do Estádio Olímpico de Berlim. |  | Alba Berlin |
| Maratona de Berlim |  | Interior do Estádio Olímpico de Berlim. |  | Alba Berlin |

### Culinária

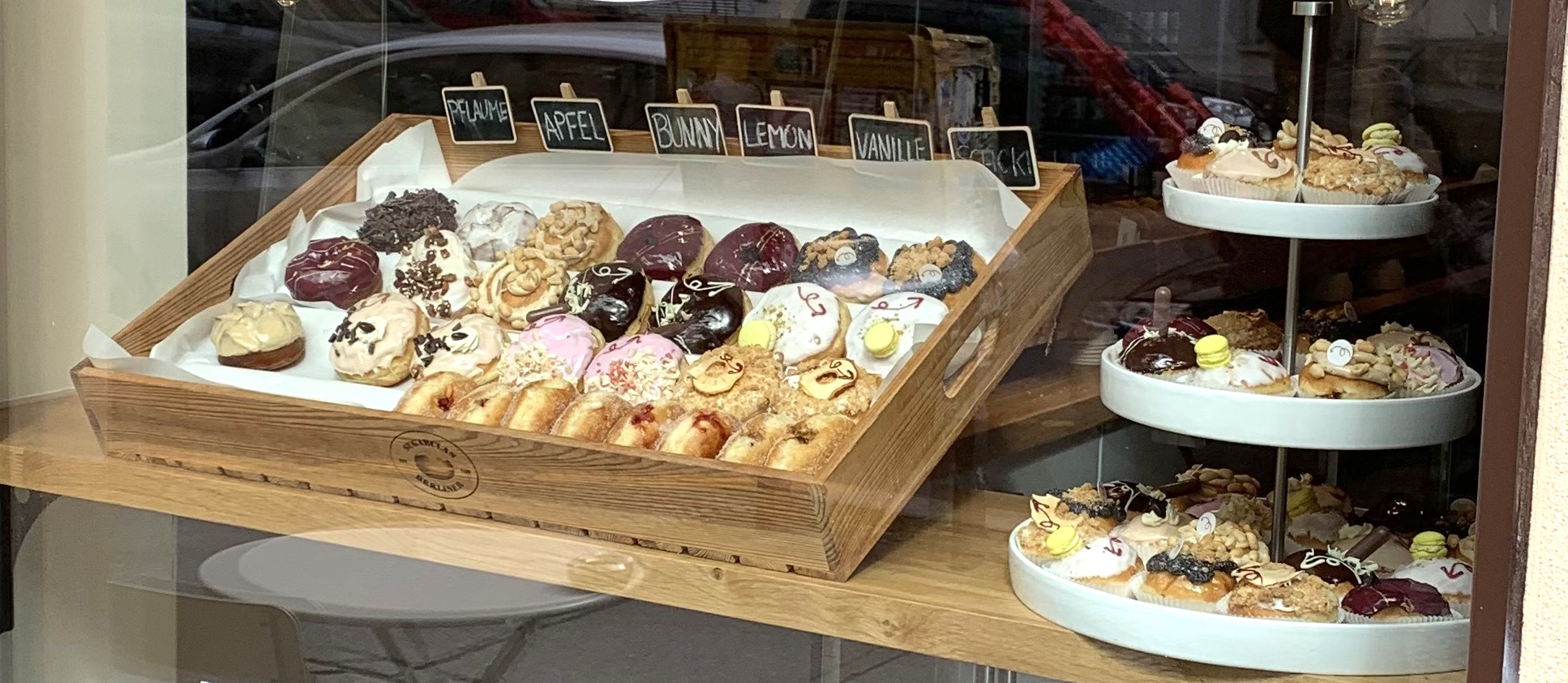
Berliner Pfannkuchen

A Cozinha de Berlim descreve diferentes aspectos das ofertas culinárias de Berlim. Por um lado, significa a tradicional culinária berlinense das famílias berlinenses com pratos da culinária alemã. Por outro lado, significa muitas vezes apenas um pub rústico e uma lanchonete, algo cada vez mais internacional devido às muitas ondas de migração desde 1945 e 1990. Turcos, árabes, vietnamitas e muitos imigrantes europeus trouxeram suas tradições culinárias para a cidade. A versão moderna de fast-food do sanduíche doner kebab, que surgiu em Berlim na década de 1970, tornou-se um prato favorito de Berlim em outras partes do mundo.
Depois dos anos 2000, vários restaurantes de primeira classe evoluíram em Berlim. Em 2017, foram sete os restaurantes premiados com duas estrelas Michelin. Outros quatorze restaurantes receberam uma estrela. Em 2017, Berlim foi a cidade com mais restaurantes estrelados nos países de língua alemã. Berlim é bem conhecida por suas ofertas de cozinha vegetariana e vegana.